# Liste der größten Flughäfen nach Passagieraufkommen

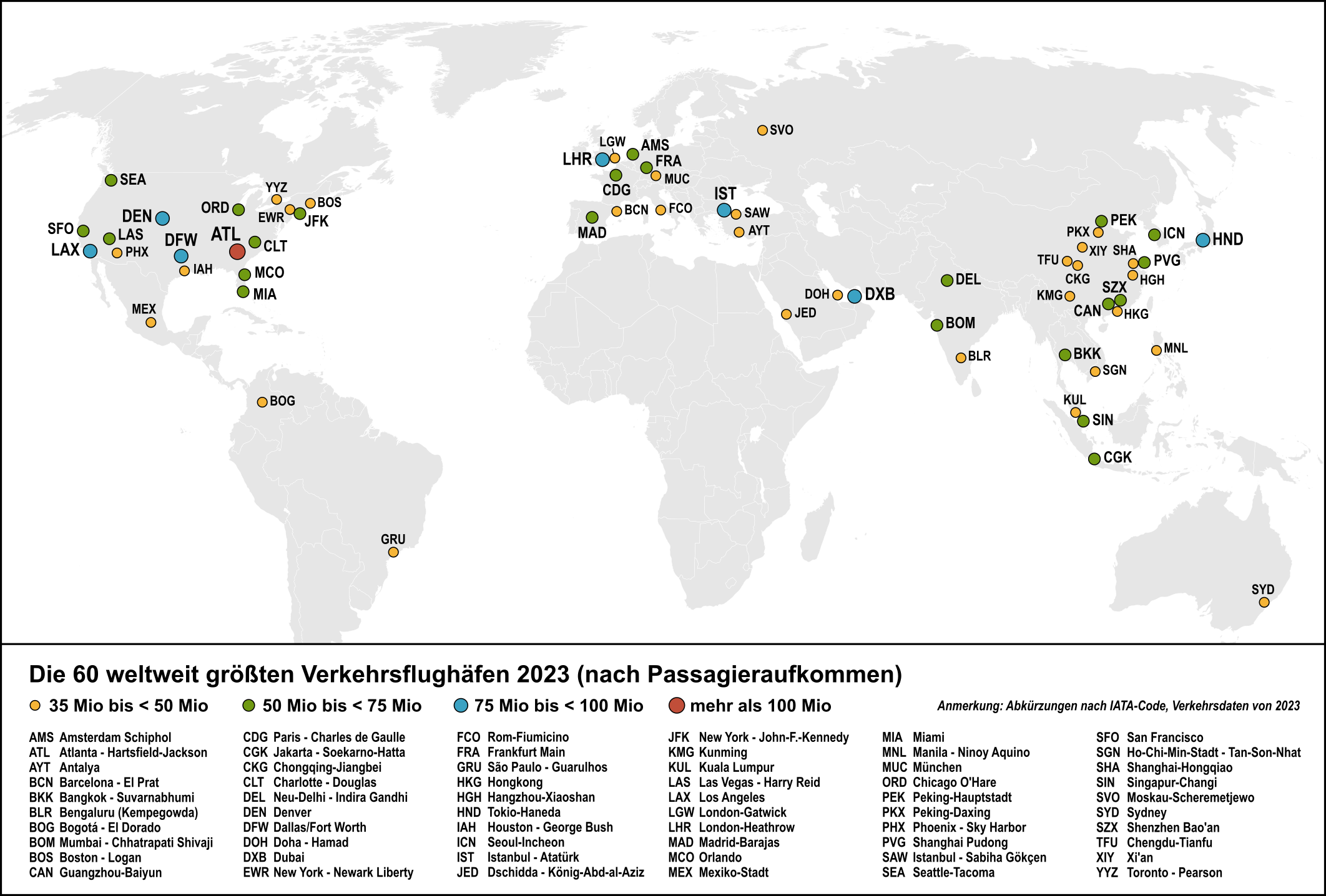
Die weltweit größten Verkehrsflughäfen
(nach Passagierzahl des Flughafens), Stand 2023

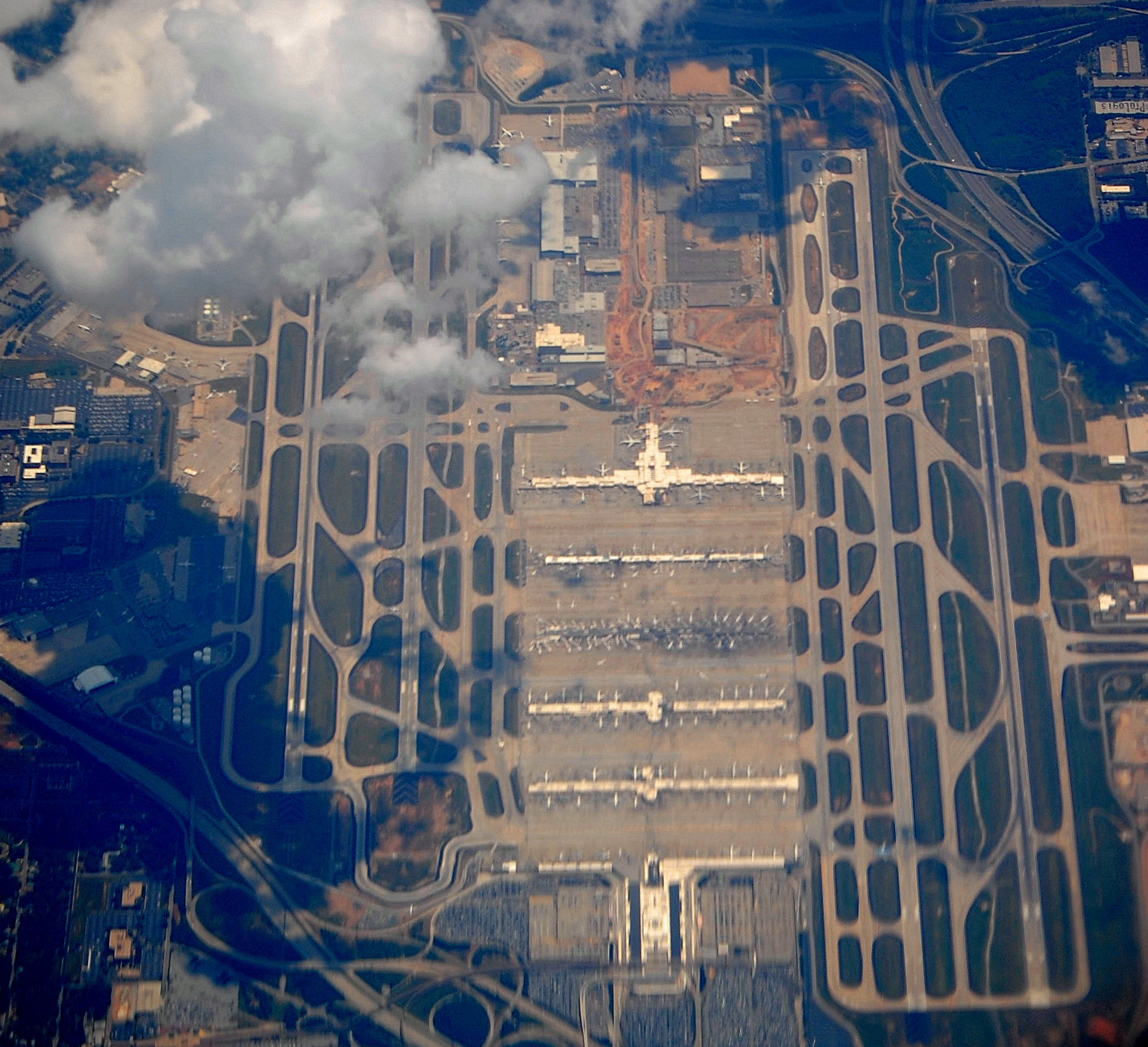
Luftbild des Hartsfield-Jackson Atlanta International Airport

Die größten Flughäfen nach Passagieraufkommen sind die Flughäfen, die innerhalb eines Jahres die meisten Passagiere befördern. Ein Passagier ist eine Person, die an einem Flughafen landet, abfliegt oder umsteigt. Umsteiger sind Passagiere, die innerhalb eines Tages an einem Flughafen landen und wieder abfliegen; diese werden doppelt gezählt.
Auch 2023 ist, wie seit Jahren (Ausnahme: 2020), der größte Flughafen der Welt der Hartsfield–Jackson Atlanta International Airport mit rund 105 Millionen Passagieren, der größte europäische Flughafen auf Platz 4 der London Heathrow Airport mit rund 79 Millionen und größter deutscher Flughafen auf Platz 16 der Flughafen Frankfurt Main mit rund 59 Millionen. Bis zu Beginn des 21. Jahrhunderts dominierten US-amerikanische Flughäfen die Rangliste, seitdem verzeichnen vor allem asiatische Flughäfen großen Zuwachs.
Die Daten der Rangliste basieren auf Veröffentlichungen von Airports Council International, der internationalen Vereinigung der Verkehrsflughäfen.

## Passagieraufkommen 2023
Im Jahre 2023 ergab sich diese Rangliste der größten Flughäfen nach Passagieraufkommen:
| Rang 2023 | Flughafen                                        | Land                         | Code (IATA/ICAO) | Passagiere 2023 | Passagiere (Veränderung zu 2022) | Rang (Veränderung zu 2022) |
| --------- | ------------------------------------------------ | ---------------------------- | ---------------- | --------------- | -------------------------------- | -------------------------- |
| 1.        | Hartsfield-Jackson Atlanta International Airport | Vereinigte Staaten           | ATL/KATL         | 104.653.451     | ▲ 11,7 %                         | ▬ 1.                       |
| 2.        | Dubai International Airport                      | Vereinigte Arabische Emirate | DXB/OMDB         | 86.994.365      | ▲ 31,7 %                         | ▲ 5.                       |
| 3.        | Dallas/Fort Worth International Airport          | Vereinigte Staaten           | DFW/KDFW         | 81.755.538      | ▲ 11,4 %                         | ▼ 2.                       |
| 4.        | London Heathrow Airport                          | Vereinigtes Königreich       | LHR/EGLL         | 79.183.364      | ▲ 28,5 %                         | ▲ 8.                       |
| 5.        | Tokyo Haneda International Airport               | Japan                        | HND/RJTT         | 78.719.302      | ▲ 55,1 %                         | ▲ 16.                      |
| 6.        | Denver International Airport                     | Vereinigte Staaten           | DEN/KDEN         | 77.837.917      | ▲ 12,3 %                         | ▼ 3.                       |
| 7.        | Istanbul Airport                                 | Türkei                       | IST/LTFM         | 76.027.321      | ▲ 18,3 %                         | ▬ 7.                       |
| 8.        | Los Angeles International Airport                | Vereinigte Staaten           | LAX/KLAX         | 75.050.875      | ▲ 13,8 %                         | ▼ 6.                       |
| 9.        | O’Hare International Airport                     | Vereinigte Staaten           | ORD/KORD         | 73.894.226      | ▲ 8,1 %                          | ▼ 4.                       |
| 10.       | Indira Gandhi International Airport              | Indien                       | DEL/VIDP         | 72.214.841      | ▲ 21,4 %                         | ▼ 9.                       |
| 11.       | Aéroport Paris-Charles de Gaulle                 | Frankreich                   | CDG/LFPG         | 67.421.316      | ▲ 17,3 %                         | ▼ 10.                      |
| 12.       | Guangzhou Baiyun International Airport           | Volksrepublik China          | CAN/ZGGG         | 63.169.169      | ▲ 142,0 %                        | ▲ ?                        |
| 13.       | John F. Kennedy International Airport            | Vereinigte Staaten           | JFK/KJFK         | 62.464.331      | ▲ 13,0 %                         | ▼ 11.                      |
| 14.       | Amsterdam Airport Schiphol                       | Niederlande                  | AMS/EHAM         | 61.889.586      | ▲ 18,0 %                         | ▼ 13.                      |
| 15.       | Aeropuerto de Madrid Barajas                     | Spanien                      | MAD/LEMD         | 60.181.604      | ▲ 18,9 %                         | ▬ 15.                      |
| 16.       | Flughafen Frankfurt Main                         | Deutschland                  | FRA/EDDF         | 59.355.389      | ▲ 21,3 %                         | ▼ 15.                      |
| 17.       | Singapore Changi Airport                         | Singapur                     | SIN/WSSS         | 58.946.000      | ▲ 83,1 %                         | ▲ 36.                      |
| 18.       | Orlando International Airport                    | Vereinigte Staaten           | MCO/KMCO         | 57.735.726      | ▲ 15,1 %                         | ▼ 17.                      |
| 19.       | Harry Reid International Airport                 | Vereinigte Staaten           | LAS/KLAS         | 57.666.456      | ▲ 9,4 %                          | ▼ 26.                      |
| 20.       | Seoul Incheon International Airport              | Südkorea                     | ICN/RKSI         | 56.235.412      | ▲ 213,8 %                        | ▲ ?                        |
| 21.       | Shanghai Pudong International Airport            | Volksrepublik China          | PVG/ZSPD         | 54.476.397      | ▲ 284,2 %                        | ▲ ?                        |
| 22.       | Charlotte Douglas International Airport          | Vereinigte Staaten           | CLT/KCLT         | 53.445.770      | ▲ 11,9 %                         | ▼ 25.                      |
| 23.       | Beijing Capital International Airport            | Volksrepublik China          | PEK/ZBAA         | 52.879.156      | ▲ 316,2 %                        | ▲ ?                        |
| 24.       | Shenzhen Bao'an International Airport            | Volksrepublik China          | SZX/ZGSZ         | 52.734.934      | ▲ 144,6 %                        | ▲ ?                        |
| 25.       | Miami International Airport                      | Vereinigte Staaten           | MIA/KMIA         | 52.340.934      | ▲ 3,3 %                          | ▼ 14.                      |
| 26.       | Suvarnabhumi Airport                             | Thailand                     | BKK/VTBS         | 51.699.104      | ▲ 79,8 %                         | ▲ 50.                      |
| 27.       | Chhatrapati Shivaji International Airport        | Indien                       | BOM/VABB         | 51.589.040      | ▲ 34,6 %                         | ▲ 28.                      |
| 28.       | Seattle-Tacoma International Airport             | Vereinigte Staaten           | SEA/KSEA         | 50.877.260      | ▲ 10,7 %                         | ▼ 21.                      |
| 29.       | San Francisco International Airport              | Vereinigte Staaten           | SFO/KSFO         | 50.196.094      | ▲ 18,7 %                         | ▼ 24.                      |
| 30.       | Aeroport de Barcelona-El Prat                    | Spanien                      | BCN/LEBL         | 49.883.928      | ▲ 19,9 %                         | ▼ 25.                      |

## Ältere Jahrgänge

### Passagieraufkommen 2022
| Rang | Flughafen                                        | Code (IATA/ICAO) | Ort                             | Land                         | Passagiere |
| ---- | ------------------------------------------------ | ---------------- | ------------------------------- | ---------------------------- | ---------- |
| 1.   | Hartsfield–Jackson Atlanta International Airport | ATL, KATL        | Atlanta, Georgia                | Vereinigte Staaten           | 93.700.643 |
| 2.   | Dallas/Fort Worth International Airport          | DFW/KDFW         | Dallas, Texas                   | Vereinigte Staaten           | 73.400.000 |
| 3.   | Denver International Airport                     | DEN/KDEN         | Denver, Colorado                | Vereinigte Staaten           | 69.300.000 |
| 4.   | O’Hare International Airport                     | ORD/KORD         | Chicago, Illinois               | Vereinigte Staaten           | 68.300.000 |
| 5.   | Flughafen Dubai                                  | DXB/OMDB         | Al-Garhoud, Dubai               | Vereinigte Arabische Emirate | 66.000.000 |
| 6.   | Los Angeles International Airport                | LAX/KLAX         | Los Angeles, Kalifornien        | Vereinigte Staaten           | 65.900.000 |
| 7.   | Flughafen Istanbul                               | IST/LTFM         | Arnavutköy, Istanbul            | Türkei                       | 64.500.000 |
| 8.   | Flughafen London Heathrow                        | LHR/EGLL         | London, England                 | Vereinigtes Königreich       | 61.600.000 |
| 9.   | Flughafen Paris-Charles-de-Gaulle                | CDG/LFPG         | Roissy-en-France, Île-de-France | Frankreich                   | 57.500.000 |
| 10.  | Indira Gandhi International Airport              | DEL/VIDP         | Delhi                           | Indien                       | 57.300.000 |
| 11.  | John F. Kennedy International Airport            | JFK/KJFK         | New York City, New York         | Vereinigte Staaten           | 55.300.000 |
| 12.  | Harry Reid International Airport                 | LAS/KLAS         | Las Vegas, Nevada               | Vereinigte Staaten           | 52.600.000 |
| 13.  | Flughafen Amsterdam Schiphol                     | AMS/EHAM         | Haarlemmermeer, Nord-Holland    | Niederlande                  | 52.500.000 |
| 14.  | Flughafen Madrid-Barajas                         | MAD/LEMD         | Madrid                          | Spanien                      | 50.600.000 |
| 15.  | Miami International Airport                      | MIA/KMIA         | Miami, Florida                  | Vereinigte Staaten           | 50.600.000 |
| 16.  | Flughafen Tokio-Haneda                           | HND/RJTT         | Tokio                           | Japan                        | 50.300.000 |
| 17.  | Orlando International Airport                    | MCO/KMCO         | Orlando, Florida                | Vereinigte Staaten           | 50.200.000 |
| 18.  | Flughafen Frankfurt Main                         | FRA/EDDF         | Frankfurt am Main               | Deutschland                  | 48.900.000 |
| 19.  | Charlotte Douglas International Airport          | CLT/KCLT         | Charlotte, North Carolina       | Vereinigte Staaten           | 47.700.000 |
| 20.  | Flughafen Mexiko-Stadt                           | MEX/MMMX         | Mexiko-Stadt                    | Mexiko                       | 46.200.000 |

### Passagieraufkommen 2021
Im Jahre 2021 ergab sich diese Rangliste der größten Flughäfen nach Passagieraufkommen: Die Rangliste in diesem Jahr wurde stark von der COVID-19-Pandemie beeinflusst.
| Rang 2021 | Flughafen                                        | Land                         | Code (IATA/ICAO) | Passagiere 2021 | Passagiere (Veränderung zu 2020) | Rang (Veränderung zu 2020) |
| --------- | ------------------------------------------------ | ---------------------------- | ---------------- | --------------- | -------------------------------- | -------------------------- |
| 1.        | Hartsfield-Jackson Atlanta International Airport | Vereinigte Staaten           | ATL/KATL         | 75.537.213      | ▲ 76,0 %                         | ▲ 1                        |
| 2.        | Dallas/Fort Worth International Airport          | Vereinigte Staaten           | DFW/KDFW         | 62.465.756      | ▲ 58,6 %                         | ▲ 2                        |
| 3.        | Denver International Airport                     | Vereinigte Staaten           | DEN/KDEN         | 58.828.552      | ▲ 74,4 %                         | ▲ 5                        |
| 4.        | O’Hare International Airport                     | Vereinigte Staaten           | ORD/KORD         | 54.020.399      | ▲ 56,0 %                         | ▲ 9                        |
| 5.        | Los Angeles International Airport                | Vereinigte Staaten           | LAX/KLAX         | 48.007.284      | ▲ 66,8 %                         | ▲ 10                       |
| 6.        | Charlotte Douglas International Airport          | Vereinigte Staaten           | CLT/KCLT         | 43.302.230      | ▲ 59,2 %                         | ▲ 12                       |
| 7.        | Orlando International Airport                    | Vereinigte Staaten           | MCO/KMCO         | 40.351.068      | ▲ 86,7 %                         | ▲ 7                        |
| 8.        | Guangzhou Baiyun International Airport           | Volksrepublik China          | CAN/ZGGG         | 40.249.679      | ▼ 8,0 %                          | ▼ 7                        |
| 9.        | Chengdu Shuangliu International Airport          | Volksrepublik China          | CTU/ZUUU         | 40.117.496      | ▼ 1,5 %                          | ▼ 6                        |
| 10.       | Harry Reid International Airport                 | Vereinigte Staaten           | LAS/KLAS         | 39.710.493      | ▲ 78,9 %                         | ▲12                        |
| 11.       | Phoenix Sky Harbor International Airport         | Vereinigte Staaten           | PHX/KPHX         | 38.846.713      | ▲ 77,2 %                         | ▲15                        |
| 12        | Miami International Airport                      | Vereinigte Staaten           | MIA/KMIA         | 37.302.456      | ▲ 99,9 %                         | ▲26                        |
| 13        | Indira Gandhi International Airport              | Indien                       | DEL/VIDP         | 37.139.957      | ▲ 30,3 %                         | ▲3                         |
| 14        | Istanbul Airport                                 | Türkei                       | IST/LTFM         | 36.988.563      | ▲ 58,5 %                         | ▲6                         |
| 15        | Shenzhen Bao'an International Airport            | Volksrepublik China          | SZX/ZGSZ         | 36.358.185      | ▼ 4,1 %                          | ▼ 10                       |
| 16        | Seattle-Tacoma International Airport             | Vereinigte Staaten           | SEA/KSEA         | 36.154.015      | ▲ 80,4 %                         | ▲16                        |
| 17        | Mexico City International Airport                | Mexiko                       | MEX/MMMX         | 36.056.614      | ▲ 64,0 %                         | ▲8                         |
| 18        | Chongqing Jiangbei International Airport         | Volksrepublik China          | CKG/ZUCK         | 35.766.284      | ▲ 2,4 %                          | ▼ 12                       |
| 19        | Shanghai Hongqiao International Airport          | Volksrepublik China          | SHA/ZSSS         | 33.207.337      | ▲ 6,6 %                          | ▼ 9                        |
| 20        | Beijing Capital International Airport            | Volksrepublik China          | PEK/ZBAA         | 32.639.013      | ▼ 5,4 %                          | ▼ 13                       |
| 21        | Kunming Changshui International Airport          | Volksrepublik China          | KMG/ZPPP         | 32.221.195      | ▼ 2,3 %                          | ▼ 12                       |
| 22        | Shanghai Pudong International Airport            | Volksrepublik China          | PVG/ZSPD         | 32.206.814      | ▲ 5,7 %                          | ▼ 8                        |
| 23        | George Bush Intercontinental Airport             | Vereinigte Staaten           | IAH/KIAH         | 31.866.308      | ▲ 75,0 %                         | ▲16                        |
| 24        | Sheremetyevo International Airport               | Russland                     | SVO/UUEE         | 30.943.456      | ▲ 56,4 %                         | ▲10                        |
| 25        | John F. Kennedy International Airport            | Vereinigte Staaten           | JFK/KJFK         | 30.788.322      | ▲ 85,1 %                         | ▲20                        |
| 26        | Xi’an Xianyang International Airport             | Volksrepublik China          | XIY/ZLXY         | 30.173.312      | ▼ 2,9 %                          | ▼ 15                       |
| 27        | Dubai International Airport                      | Vereinigte Arabische Emirate | DXB/OMDB         | 29.110.609      | ▲ 12,7 %                         | ▼8                         |
| 28        | Newark Liberty International Airport             | Vereinigte Staaten           | EWR/KEWR         | 29.049.552      | ▲ 82,8 %                         | ▲26                        |
| 29        | Hangzhou Xiaoshan International Airport          | Volksrepublik China          | HGH/ZSHC         | 28.163.820      | ▼ 0,2 %                          | ▼12                        |
| 30        | Fort Lauderdale-Hollywood International Airport  | Vereinigte Staaten           | FLL/KFLL         | 28.076.808      | ▲ 70,3 %                         | ▲18                        |

### Passagieraufkommen 2020
Im Jahre 2020 zeigte sich die Rangliste der größten Flughäfen nach Passagieraufkommen wie folgt: Die Rangliste in diesem Jahr wurde stark von der COVID-19-Pandemie beeinflusst.
| Rang 2020 | Flughafen                                        | Land                         | Code (IATA/ICAO) | Passagiere 2020 | Passagiere (Veränderung zu 2019) | Rang 2019 |
| --------- | ------------------------------------------------ | ---------------------------- | ---------------- | --------------- | -------------------------------- | --------- |
| 1.        | Guangzhou Baiyun International Airport           | Volksrepublik China          | CAN/ZGGG         | 43.760.427      | ▼ 40,5 %                         | ▲ 11.     |
| 2.        | Hartsfield-Jackson Atlanta International Airport | Vereinigte Staaten           | ATL/KATL         | 42.918.685      | ▼ 60,2 %                         | ▼ 1.      |
| 3.        | Chengdu Shuangliu International Airport          | Volksrepublik China          | CTU/ZUUU         | 40.741.509      | ▼ 27,1 %                         | ▲ 24.     |
| 4         | Dallas/Fort Worth International Airport          | Vereinigte Staaten           | DFW/KDFW         | 39.364.990      | ▼ 47,5 %                         | ▲ 10.     |
| 5.        | Shenzhen Bao'an International Airport            | Volksrepublik China          | SZX/ZGSZ         | 37.916.059      | ▼ 28,4 %                         | ▲ 26.     |
| 6.        | Chongqing Jiangbei International Airport         | Volksrepublik China          | CKG/ZUCK         | 34.937.789      | ▼ 22,0 %                         | ▲ 48.     |
| 7.        | Beijing Capital International Airport            | Volksrepublik China          | PEK/ZBAA         | 34.513.827      | ▼ 65,5 %                         | ▼ 2.      |
| 8.        | Denver International Airport                     | Vereinigte Staaten           | DEN/KDEN         | 33.741.129      | ▼ 51,1 %                         | ▲ 16.     |
| 9.        | Kunming Changshui International Airport          | Volksrepublik China          | KMG/ZPPP         | 32.989.127      | ▼ 31,4 %                         | ▲ 37.     |
| 10.       | Shanghai Hongqiao International Airport          | Volksrepublik China          | SHA/ZSSS         | 31.165.641      | ▼ 31,7 %                         | ▲ 46.     |
| 11.       | Xi’an Xianyang International Airport             | Volksrepublik China          | XIY/ZLXY         | 31.073.884      | ▼ 34,2 %                         | ▲ 40.     |
| 12.       | Tokyo Haneda International Airport               | Japan                        | HND/RJTT         | 30.965.000      | ▼ 63,8 %                         | ▼ 5.      |
| 13.       | O’Hare International Airport                     | Vereinigte Staaten           | ORD/KORD         | 30.860.251      | ▼ 63,5 %                         | ▼ 6.      |
| 14.       | Shanghai Pudong International Airport            | Volksrepublik China          | PVG/ZSPD         | 30.476.531      | ▼ 60,0 %                         | ▼ 8.      |
| 15.       | Los Angeles International Airport                | Vereinigte Staaten           | LAX/KLAX         | 28.779.527      | ▼ 67,3 %                         | ▼ 3.      |
| 16.       | Indira Gandhi International Airport              | Indien                       | DEL/VIDP         | 28.501.000      | ▼ 58,4 %                         | ▲ 17.     |
| 17.       | Hangzhou Xiaoshan International Airport          | Volksrepublik China          | HGH/ZSHC         | 28.224.342      | ▼ 29,6 %                         | ▲         |
| 18.       | Charlotte Douglas International Airport          | Vereinigte Staaten           | CLT/KCLT         | 27.200.000      | ▼ 46,0 %                         | ▲ 34.     |
| 19.       | Dubai International Airport                      | Vereinigte Arabische Emirate | DXB/OMDB         | 25.900.000      | ▼ 70,0 %                         | ▼ 4.      |
| 20.       | Istanbul Airport                                 | Türkei                       | IST/LTFM         | 23.409.000      | ▼ 55,1 %                         | ▲ 28.     |
| 21.       | Aéroport Paris-Charles de Gaulle                 | Frankreich                   | CDG/LFPG         | 22.257.469      | ▼ 70,8 %                         | ▼ 9.      |
| 22.       | London Heathrow Airport                          | Vereinigtes Königreich       | LHR/EGLL         | 22.109.726      | ▼ 72,7 %                         | ▼ 7.      |
| 23.       | Mexico City International Airport                | Mexiko                       | MEX/MMMX         | 21.981.711      | ▼ 56,2 %                         | ▲ 33.     |
| 24.       | Phoenix Sky Harbor International Airport         | Vereinigte Staaten           | PHX/KPHX         | 21.928.708      | ▼ 52,6 %                         | ▲ 44.     |
| 25.       | Tan Son Nhat International Airport               | Vietnam                      | SGN/VVTS         | 21.900.000      | ▼ 49,0 %                         | ▲         |
| 26.       | Orlando International Airport                    | Vereinigte Staaten           | MCO/KMCO         | 21.617.803      | ▼ 57,7 %                         | ▲ 31.     |
| 27.       | Zhengzhou Xinzheng International Airport         | Volksrepublik China          | CGO/ZHCC         | 21.406.709      | ▼ 26,5 %                         | ▲         |
| 28.       | Jeju International Airport                       | Südkorea                     | CJU/RKPC         | 21.054.696      | ▼ 32,8 %                         | ▲         |
| 29.       | Amsterdam Airport Schiphol                       | Niederlande                  | AMS/EHAM         | 20.887.174      | ▼ 70,9 %                         | ▼ 12.     |
| 30.       | São Paulo/Guarulhos International Airport        | Brasilien                    | GRU/SBGR         | 20.322.520      | ▼ 52,7 %                         | ▲         |

### Passagieraufkommen 2019
Im Jahre 2019 zeigte sich die Rangliste der größten Flughäfen nach Passagieraufkommen wie folgt:
| Rang 2019 | Flughafen                                        | Land                         | Code (IATA/ICAO) | Passagiere 2019 | Passagiere (Veränderung zu 2018) | Rang 2018 |
| --------- | ------------------------------------------------ | ---------------------------- | ---------------- | --------------- | -------------------------------- | --------- |
| 1.        | Hartsfield-Jackson Atlanta International Airport | Vereinigte Staaten           | ATL/KATL         | 110.531.300     | ▲ 2,9 %                          | ▬ 1.      |
| 2.        | Beijing Capital International Airport            | Volksrepublik China          | PEK/ZBAA         | 100.011.438     | ▼ 1,0 %                          | ▬ 2.      |
| 3.        | Los Angeles International Airport                | Vereinigte Staaten           | LAX/KLAX         | 88.068.013      | ▲ 0,6 %                          | ▲ 4.      |
| 4.        | Dubai International Airport                      | Vereinigte Arabische Emirate | DXB/OMDB         | 86.396.757      | ▼ 3,1 %                          | ▼ 3.      |
| 5.        | Tokyo Haneda International Airport               | Japan                        | HND/RJTT         | 85.505.054      | ▼ 1,7 %                          | ▬ 5.      |
| 6.        | O’Hare International Airport                     | Vereinigte Staaten           | ORD/KORD         | 84.372.618      | ▲ 1,2 %                          | ▬ 6.      |
| 7.        | London Heathrow Airport                          | Vereinigtes Königreich       | LHR/EGLL         | 80.888.305      | ▲ 1,0 %                          | ▬ 7.      |
| 8.        | Shanghai Pudong International Airport            | Volksrepublik China          | PVG/ZSPD         | 76.153.455      | ▲ 2,9 %                          | ▲ 9.      |
| 9.        | Aéroport Paris-Charles de Gaulle                 | Frankreich                   | CDG/LFPG         | 76.150.009      | ▲ 5,4 %                          | ▲ 10.     |
| 10.       | Dallas/Fort Worth International Airport          | Vereinigte Staaten           | DFW/KDFW         | 75.066.956      | ▲ 8,6 %                          | ▲ 15.     |
| 11.       | Guangzhou Baiyun International Airport           | Volksrepublik China          | CAN/ZGGG         | 73.378.475      | ▲ 5,2 %                          | ▲ 13.     |
| 12.       | Amsterdam Airport Schiphol                       | Niederlande                  | AMS/EHAM         | 71.706.999      | ▲ 0,9 %                          | ▼ 11.     |
| 13.       | Hong Kong International Airport                  | Hongkong (China)             | HKG/VHHH         | 71.415.245      | ▼ 4,2 %                          | ▼ 8.      |
| 14.       | Seoul Incheon International Airport              | Südkorea                     | ICN/RKSI         | 71.204.153      | ▲ 4,2 %                          | ▲ 16.     |
| 15.       | Flughafen Frankfurt Main                         | Deutschland                  | FRA/EDDF         | 70.556.072      | ▲ 1,5 %                          | ▼ 14.     |
| 16.       | Denver International Airport                     | Vereinigte Staaten           | DEN/KDEN         | 69.015.703      | ▲ 7,0 %                          | ▲ 20.     |
| 17.       | Indira Gandhi International Airport              | Indien                       | DEL/VIDP         | 68.490.731      | ▼ 2,0 %                          | ▼ 12.     |
| 18.       | Singapore Changi Airport                         | Singapur                     | SIN/WSSS         | 68.283.000      | ▲ 4,0 %                          | ▲ 19.     |
| 19.       | Suvarnabhumi Airport                             | Thailand                     | BKK/VTBS         | 65.421.844      | ▲ 4,1 %                          | ▲ 21.     |
| 20.       | John F. Kennedy International Airport            | Vereinigte Staaten           | JFK/KJFK         | 62.551.072      | ▲ 1,5 %                          | ▲ 22.     |
| 21.       | Kuala Lumpur International Airport               | Malaysia                     | KUL/WMKK         | 62.336.469      | ▲ 3,9 %                          | ▲ 23.     |
| 22.       | Aeropuerto de Madrid Barajas                     | Spanien                      | MAD/LEMD         | 61.707.469      | ▲ 6,6 %                          | ▲ 24.     |
| 23.       | San Francisco International Airport              | Vereinigte Staaten           | SFO/KSFO         | 57.418.574      | ▼ 0,6 %                          | ▲ 25.     |
| 24.       | Chengdu Shuangliu International Airport          | Volksrepublik China          | CTU/ZUUU         | 55.858.552      | ▲ 5,5 %                          | ▲ 26.     |
| 25.       | Soekarno-Hatta International Airport             | Indonesien                   | CGK/WIII         | 54.496.625      | ▼ 17,0 %                         | ▼ 18.     |
| 26.       | Shenzhen Bao'an International Airport            | Volksrepublik China          | SZX/ZGSZ         | 52.931.925      | ▲ 7,3 %                          | ▲ 32.     |
| 27.       | Aeroport de Barcelona-El Prat                    | Spanien                      | BCN/LEBL         | 52.663.623      | ▲ 5,0 %                          | ▬ 27.     |
| 28.       | Istanbul Airport                                 | Türkei                       | IST/LTFM         | 52.192.629      | ▲ 6,4 %                          | ▲ Neu     |
| 29.       | Seattle-Tacoma International Airport             | Vereinigte Staaten           | SEA/KSEA         | 51.829.239      | ▲ 4,0 %                          | ▬ 29.     |
| 30.       | McCarran International Airport                   | Vereinigte Staaten           | LAS/KLAS         | 51.691.066      | ▲ 3,7 %                          | ▬ 30.     |

### Passagieraufkommen 2018
Im Jahre 2018 zeigte sich die Rangliste der größten Flughäfen nach Passagieraufkommen wie folgt:
| Rang 2018 | Flughafen                                        | Land                         | Code (IATA/ICAO) | Passagiere 2018 | Passagiere (Veränderung zu 2017) | Rang 2017 |
| --------- | ------------------------------------------------ | ---------------------------- | ---------------- | --------------- | -------------------------------- | --------- |
| 1.        | Hartsfield-Jackson Atlanta International Airport | Vereinigte Staaten           | ATL/KATL         | 107.394.029     | ▲ 3,3 %                          | ▬ 1.      |
| 2.        | Beijing Capital International Airport            | Volksrepublik China          | PEK/ZBAA         | 100.983.290     | ▲ 5,4 %                          | ▬ 2.      |
| 3.        | Dubai International Airport                      | Vereinigte Arabische Emirate | DXB/OMDB         | 89.149.387      | ▲ 1,0 %                          | ▬ 3.      |
| 4.        | Los Angeles International Airport                | Vereinigte Staaten           | LAX/KLAX         | 87.534.384      | ▲ 3,5 %                          | ▲ 5.      |
| 5.        | Tokyo Haneda International Airport               | Japan                        | HND/RJTT         | 87.131.973      | ▲ 2,0 %                          | ▼ 4.      |
| 6.        | O’Hare International Airport                     | Vereinigte Staaten           | ORD/KORD         | 83.339.186      | ▲ 4,4 %                          | ▬ 6.      |
| 7.        | London Heathrow Airport                          | Vereinigtes Königreich       | LHR/EGLL         | 80.126.320      | ▲ 2,7 %                          | ▬ 7.      |
| 8.        | Hong Kong International Airport                  | Hongkong (China)             | HKG/VHHH         | 74.517.402      | ▲ 2,6 %                          | ▬ 8.      |
| 9.        | Shanghai Pudong International Airport            | Volksrepublik China          | PVG/ZSPD         | 74.006.331      | ▲ 5,7 %                          | ▬ 9.      |
| 10.       | Aéroport Paris-Charles de Gaulle                 | Frankreich                   | CDG/LFPG         | 72.229.723      | ▲ 4,0 %                          | ▬ 10.     |
| 11.       | Amsterdam Airport Schiphol                       | Niederlande                  | AMS/EHAM         | 71.053.157      | ▲ 3,7 %                          | ▬ 11.     |
| 12.       | Indira Gandhi International Airport              | Indien                       | DEL/VIDP         | 69.900.938      | ▲ 10,2 %                         | ▲ 15.     |
| 13.       | Guangzhou Baiyun International Airport           | Volksrepublik China          | CAN/ZGGG         | 69.769.497      | ▲ 6,0 %                          | ▬ 13.     |
| 14.       | Flughafen Frankfurt Main                         | Deutschland                  | FRA/EDDF         | 69.534.67       | ▲ 7,8 %                          | ▬ 14.     |
| 15.       | Dallas/Fort Worth International Airport          | Vereinigte Staaten           | DFW/KDFW         | 69.112.607      | ▲ 3,0 %                          | ▼ 12.     |
| 16.       | Seoul Incheon International Airport              | Südkorea                     | ICN/RKSI         | 68.350.784      | ▲ 10,0 %                         | ▲ 19.     |
| 17.       | Istanbul Atatürk Airport                         | Türkei                       | IST/LTBA         | 68.192.683      | ▲ 6,4 %                          | ▼ 15.     |
| 18.       | Soekarno-Hatta International Airport             | Indonesien                   | CGK/WIII         | 66.908.159      | ▲ 6,2 %                          | ▼ 17.     |
| 19.       | Singapore Changi Airport                         | Singapur                     | SIN/WSSS         | 65.628.000      | ▲ 5,5 %                          | ▼ 18.     |
| 20.       | Denver International Airport                     | Vereinigte Staaten           | DEN/KDEN         | 64.494.613      | ▲ 5,1 %                          | ▬ 20.     |
| 21.       | Suvarnabhumi Airport                             | Thailand                     | BKK/VTBS         | 63.378.923      | ▲ 4,1 %                          | ▬ 21.     |
| 22.       | John F. Kennedy International Airport            | Vereinigte Staaten           | JFK/KJFK         | 61.909.148      | ▲ 4,4 %                          | ▬ 22.     |
| 23.       | Kuala Lumpur International Airport               | Malaysia                     | KUL/WMKK         | 59.959.000      | ▲ 2,4 %                          | ▬ 23.     |
| 24.       | Aeropuerto de Madrid Barajas                     | Spanien                      | MAD/LEMD         | 57.891.340      | ▲ 8,4 %                          | ▲ 25.     |
| 25.       | San Francisco International Airport              | Vereinigte Staaten           | SFO/KSFO         | 57.793.313      | ▲ 3,5 %                          | ▼ 24.     |
| 26.       | Chengdu Shuangliu International Airport          | Volksrepublik China          | CTU/ZUUU         | 52.950.000      | ▲ 6,3 %                          | ▬ 26.     |
| 27.       | Aeroport de Barcelona-El Prat                    | Spanien                      | BCN/LEBL         | 50.172.457      | ▲ 6,1 %                          | ▲ 28.     |
| 28.       | Chhatrapati Shivaji International Airport        | Indien                       | BOM/VABB         | 49.877.918      | ▲ 5,7 %                          | ▲ 29.     |
| 29.       | Seattle-Tacoma International Airport             | Vereinigte Staaten           | SEA/KSEA         | 49.849.520      | ▲ 6,2 %                          | ▲ 31.     |
| 30.       | McCarran International Airport                   | Vereinigte Staaten           | LAS/KLAS         | 49.716.584      | ▲ 2,4 %                          | ▼ 27.     |

### Passagieraufkommen 2017
Im Jahre 2017 zeigte sich die Rangliste der größten Flughäfen nach Passagieraufkommen wie folgt:
| Rang 2017 | Flughafen                                        | Land                         | Code (IATA/ICAO) | Passagiere 2017 | Passagiere (Veränderung zu 2016) | Rang 2016 |
| --------- | ------------------------------------------------ | ---------------------------- | ---------------- | --------------- | -------------------------------- | --------- |
| 1.        | Hartsfield-Jackson Atlanta International Airport | Vereinigte Staaten           | ATL/KATL         | 103.902.992     | ▼ 0,3 %                          | ▬ 1.      |
| 2.        | Beijing Capital International Airport            | Volksrepublik China          | PEK/ZBAA         | 95.786.442      | ▲ 1,5 %                          | ▬ 2.      |
| 3.        | Dubai International Airport                      | Vereinigte Arabische Emirate | DXB/OMDB         | 88.242.099      | ▲ 5,5 %                          | ▬ 3.      |
| 4.        | Tokyo Haneda International Airport               | Japan                        | HND/RJTT         | 85.408.975      | ▲ 6,5 %                          | ▲ 5.      |
| 5.        | Los Angeles International Airport                | Vereinigte Staaten           | LAX/KLAX         | 84.557.968      | ▲ 4,5 %                          | ▼ 4.      |
| 6.        | O’Hare International Airport                     | Vereinigte Staaten           | ORD/KORD         | 79.828.183      | ▲ 2,4 %                          | ▬ 6.      |
| 7.        | London Heathrow Airport                          | Vereinigtes Königreich       | LHR/EGLL         | 78.014.598      | ▲ 3,0 %                          | ▬ 7.      |
| 8.        | Hong Kong International Airport                  | Hongkong (China)             | HKG/VHHH         | 72.665.078      | ▲ 3,4 %                          | ▬ 8.      |
| 9.        | Shanghai Pudong International Airport            | Volksrepublik China          | PVG/ZSPD         | 70.001.237      | ▲ 6,1 %                          | ▬ 9.      |
| 10.       | Aéroport Paris-Charles de Gaulle                 | Frankreich                   | CDG/LFPG         | 69.471.442      | ▲ 5,4 %                          | ▬ 10.     |
| 11.       | Amsterdam Airport Schiphol                       | Niederlande                  | AMS/EHAM         | 68.515.425      | ▲ 7,7 %                          | ▲ 12.     |
| 12.       | Dallas/Fort Worth International Airport          | Vereinigte Staaten           | DFW/KDFW         | 67.092.194      | ▲ 2,3 %                          | ▼ 11.     |
| 13.       | Guangzhou Baiyun International Airport           | Volksrepublik China          | CAN/ZGGG         | 65.887.473      | ▲ 10,3 %                         | ▲ 15.     |
| 14.       | Flughafen Frankfurt Main                         | Deutschland                  | FRA/EDDF         | 64.500.386      | ▲ 6,1 %                          | ▼ 13.     |
| 15.       | Istanbul Atatürk Airport                         | Türkei                       | IST/LTBA         | 63.859.785      | ▲ 5,9 %                          | ▼ 14.     |
| 16.       | Indira Gandhi International Airport              | Indien                       | DEL/VIDP         | 63.451.503      | ▲ 14,1 %                         | ▲ 21.     |
| 17.       | Soekarno-Hatta International Airport             | Indonesien                   | CGK/WIII         | 63.015.620      | ▲ 8,3 %                          | ▲ 22.     |
| 18.       | Singapore Changi Airport                         | Singapur                     | SIN/WSSS         | 62.219.573      | ▲ 6,0 %                          | ▼ 17.     |
| 19.       | Seoul Incheon International Airport              | Südkorea                     | ICN/RKSI         | 62.157.834      | ▲ 7,5 %                          | ▬ 19.     |
| 20.       | Denver International Airport                     | Vereinigte Staaten           | DEN/KDEN         | 61.379.396      | ▲ 5,3 %                          | ▼ 18.     |
| 21.       | Suvarnabhumi Airport                             | Thailand                     | BKK/VTBS         | 60.860.557      | ▲ 8,9 %                          | ▼ 20.     |
| 22.       | John F. Kennedy International Airport            | Vereinigte Staaten           | JFK/KJFK         | 59.392.500      | ▲ 0,5 %                          | ▼ 16.     |
| 23.       | Kuala Lumpur International Airport               | Malaysia                     | KUL/WMKK         | 58.558.440      | ▲ 11,2 %                         | ▲ 24.     |
| 24.       | San Francisco International Airport              | Vereinigte Staaten           | SFO/KSFO         | 55.822.129      | ▲ 5,1 %                          | ▼ 23      |
| 25.       | Aeropuerto de Madrid Barajas                     | Spanien                      | MAD/LEMD         | 53.386.075      | ▲ 5,9 %                          | ▬ 25.     |
| 26.       | Chengdu Shuangliu International Airport          | Volksrepublik China          | CTU/ZUUU         | 49.801.693      | ▲ 8,2 %                          | ▲ 27.     |
| 27.       | McCarran International Airport                   | Vereinigte Staaten           | LAS/KLAS         | 48.566.803      | ▲ 2,3 %                          | ▼ 26.     |
| 28.       | Aeroport de Barcelona-El Prat                    | Spanien                      | BCN/LEBL         | 47.262.826      | ▲ 7,1 %                          | ▲ 33.     |
| 29.       | Chhatrapati Shivaji International Airport        | Indien                       | BOM/VABB         | 47.204.259      | ▲ 5,7 %                          | ▬ 29.     |
| 30.       | Toronto Pearson International Airport            | Kanada                       | YYZ/CYYZ         | 47.054.696      | ▲ 6,2 %                          | ▲ 32.     |

### Passagieraufkommen 2016
Im Jahre 2016 zeigte sich die Rangliste der größten Flughäfen nach Passagieraufkommen wie folgt:
| \| Rang 2016 \| Flughafen \| Land \| Code (IATA/ICAO) \| Passagiere 2016 \| Passagiere (Veränderung zu 2015) \| Rang 2015 \| \| --------- \| ------------------------------------------------ \| ---------------------------- \| ---------------- \| --------------- \| -------------------------------- \| --------- \| \| 1. \| Hartsfield-Jackson Atlanta International Airport \| Vereinigte Staaten \| ATL/KATL \| 104.171.935 \| ▲ 2,6 % \| ▬ 1. \| \| 2. \| Beijing Capital International Airport \| Volksrepublik China \| PEK/ZBAA \| 94.393.454 \| ▲ 5,0 % \| ▬ 2. \| \| 3. \| Dubai International Airport \| Vereinigte Arabische Emirate \| DXB/OMDB \| 83.654.250 \| ▲ 7,2 % \| ▬ 3. \| \| 4. \| Los Angeles International Airport \| Vereinigte Staaten \| LAX/KLAX \| 80.921.527 \| ▲ 8,0 % \| ▲ 7. \| \| 5. \| Tokyo Haneda International Airport \| Japan \| HND/RJTT \| 79.699.762 \| ▲ 5,8 % \| ▬ 5. \| \| 6. \| Chicago O’Hare International Airport \| Vereinigte Staaten \| ORD/KORD \| 78.327.479 \| ▲ 1,8 % \| ▼ 4. \| \| 7. \| London Heathrow Airport \| Vereinigtes Königreich \| LHR/EGLL \| 75.715.474 \| ▲ 1,0 % \| ▼ 6. \| \| 8. \| Hong Kong International Airport \| Hongkong (China) \| HKG/VHHH \| 70.314.462 \| ▲ 3,0 % \| ▬ 8. \| \| 9. \| Shanghai Pudong International Airport \| Volksrepublik China \| PVG/ZSPD \| 66.002.414 \| ▲ 9,9 % \| ▲ 13. \| \| 10. \| Aéroport Paris-Charles de Gaulle \| Frankreich \| CDG/LFPG \| 65.933.145 \| ▲ 0,3 % \| ▼ 9. \| \| 11. \| Dallas-Fort Worth International Airport \| Vereinigte Staaten \| DFW/KDFW \| 65.670.697 \| ▲ 0,2 % \| ▼ 10. \| \| 12. \| Amsterdam Schiphol \| Niederlande \| AMS/EHAM \| 63.625.534 \| ▲ 9,2 % \| ▲ 14. \| \| 13. \| Flughafen Frankfurt Main \| Deutschland \| FRA/EDDF \| 60.786.937 \| ▼ 0,4 % \| ▼ 12. \| \| 14. \| Istanbul Atatürk Airport \| Türkei \| IST/LTBA \| 60.248.741 \| ▼ 1,7 % \| ▼ 11. \| \| 15. \| Guangzhou Baiyun International Airport \| Volksrepublik China \| CAN/ZGGG \| 59.732.147 \| ▲ 8,2 % \| ▲ 17. \| \| 16. \| John F. Kennedy International Airport \| Vereinigte Staaten \| JFK/KJFK \| 58.813.103 \| ▲ 3,4 % \| ▼ 15. \| \| 17. \| Singapore Changi Airport \| Singapur \| SIN/WSSS \| 58.698.000 \| ▲ 5,9 % \| ▼ 16. \| \| 18. \| Denver International Airport \| Vereinigte Staaten \| DEN/KDEN \| 58.266.515 \| ▲ 7,9 % \| ▲ 19. \| \| 19. \| Seoul Incheon International Airport \| Südkorea \| ICN/RKSI \| 57.849.814 \| ▲ 17,1 % \| ▲ 22. \| \| 20. \| Suvarnabhumi Airport \| Thailand \| BKK/VTBS \| 55.892.428 \| ▲ 5,7 % \| ▬ 20. \| \| 21. \| Indira Gandhi International Airport \| Indien \| DEL/VIDP \| 55.631.385 \| ▲ 21,0 % \| ▲ 25. \| \| 22. \| Soekarno-Hatta International Airport \| Indonesien \| CGK/WIII \| 54.969.536 \| ▲ 1,7 % \| ▼ 18. \| \| 23. \| San Francisco International Airport \| Vereinigte Staaten \| SFO/KSFO \| 53.099.282 \| ▲ 6,1 % \| ▼ 21. \| \| 24. \| Kuala Lumpur International Airport \| Malaysia \| KUL/WMKK \| 52.640.043 \| ▲ 7,6 % \| ▼ 23. \| \| 25. \| Aeropuerto de Madrid Barajas \| Spanien \| MAD/LEMD \| 50.397.928 \| ▲ 7,7 % \| ▼ 24. \| \| 26. \| McCarran International Airport \| Vereinigte Staaten \| LAS/KLAS \| 47.496.614 \| ▲ 4,5 % \| ▬ 26. \| \| 27. \| Flughafen Chengdu-Shuangliu \| Volksrepublik China \| CTU/ZUUU \| 46.039.137 \| ▲ 9,0 % \| ▲ 32. \| \| 28. \| Seattle-Tacoma International Airport \| Vereinigte Staaten \| SEA/KSEA \| 45.736.700 \| ▲ 8,0 % \| ▲ 31. \| \| 29. \| Chhatrapati Shivaji International Airport \| Indien \| BOM/VABB \| 44.680.555 \| ▲ 10,0 % \| ▲ 35. \| \| 30. \| Miami International Airport \| Vereinigte Staaten \| MIA/KMIA \| 44.584.603 \| ▲ 0,5 % \| ▼ 28. \| |                                                  |                              |                  |                 |                                  |           |
| Rang 2016 | Flughafen                                        | Land                         | Code (IATA/ICAO) | Passagiere 2016 | Passagiere (Veränderung zu 2015) | Rang 2015 |
| 1. | Hartsfield-Jackson Atlanta International Airport | Vereinigte Staaten           | ATL/KATL         | 104.171.935     | ▲ 2,6 %                          | ▬ 1.      |
| 2. | Beijing Capital International Airport            | Volksrepublik China          | PEK/ZBAA         | 94.393.454      | ▲ 5,0 %                          | ▬ 2.      |
| 3. | Dubai International Airport                      | Vereinigte Arabische Emirate | DXB/OMDB         | 83.654.250      | ▲ 7,2 %                          | ▬ 3.      |
| 4. | Los Angeles International Airport                | Vereinigte Staaten           | LAX/KLAX         | 80.921.527      | ▲ 8,0 %                          | ▲ 7.      |
| 5. | Tokyo Haneda International Airport               | Japan                        | HND/RJTT         | 79.699.762      | ▲ 5,8 %                          | ▬ 5.      |
| 6. | Chicago O’Hare International Airport             | Vereinigte Staaten           | ORD/KORD         | 78.327.479      | ▲ 1,8 %                          | ▼ 4.      |
| 7. | London Heathrow Airport                          | Vereinigtes Königreich       | LHR/EGLL         | 75.715.474      | ▲ 1,0 %                          | ▼ 6.      |
| 8. | Hong Kong International Airport                  | Hongkong (China)             | HKG/VHHH         | 70.314.462      | ▲ 3,0 %                          | ▬ 8.      |
| 9. | Shanghai Pudong International Airport            | Volksrepublik China          | PVG/ZSPD         | 66.002.414      | ▲ 9,9 %                          | ▲ 13.     |
| 10. | Aéroport Paris-Charles de Gaulle                 | Frankreich                   | CDG/LFPG         | 65.933.145      | ▲ 0,3 %                          | ▼ 9.      |
| 11. | Dallas-Fort Worth International Airport          | Vereinigte Staaten           | DFW/KDFW         | 65.670.697      | ▲ 0,2 %                          | ▼ 10.     |
| 12. | Amsterdam Schiphol                               | Niederlande                  | AMS/EHAM         | 63.625.534      | ▲ 9,2 %                          | ▲ 14.     |
| 13. | Flughafen Frankfurt Main                         | Deutschland                  | FRA/EDDF         | 60.786.937      | ▼ 0,4 %                          | ▼ 12.     |
| 14. | Istanbul Atatürk Airport                         | Türkei                       | IST/LTBA         | 60.248.741      | ▼ 1,7 %                          | ▼ 11.     |
| 15. | Guangzhou Baiyun International Airport           | Volksrepublik China          | CAN/ZGGG         | 59.732.147      | ▲ 8,2 %                          | ▲ 17.     |
| 16. | John F. Kennedy International Airport            | Vereinigte Staaten           | JFK/KJFK         | 58.813.103      | ▲ 3,4 %                          | ▼ 15.     |
| 17. | Singapore Changi Airport                         | Singapur                     | SIN/WSSS         | 58.698.000      | ▲ 5,9 %                          | ▼ 16.     |
| 18. | Denver International Airport                     | Vereinigte Staaten           | DEN/KDEN         | 58.266.515      | ▲ 7,9 %                          | ▲ 19.     |
| 19. | Seoul Incheon International Airport              | Südkorea                     | ICN/RKSI         | 57.849.814      | ▲ 17,1 %                         | ▲ 22.     |
| 20. | Suvarnabhumi Airport                             | Thailand                     | BKK/VTBS         | 55.892.428      | ▲ 5,7 %                          | ▬ 20.     |
| 21. | Indira Gandhi International Airport              | Indien                       | DEL/VIDP         | 55.631.385      | ▲ 21,0 %                         | ▲ 25.     |
| 22. | Soekarno-Hatta International Airport             | Indonesien                   | CGK/WIII         | 54.969.536      | ▲ 1,7 %                          | ▼ 18.     |
| 23. | San Francisco International Airport              | Vereinigte Staaten           | SFO/KSFO         | 53.099.282      | ▲ 6,1 %                          | ▼ 21.     |
| 24. | Kuala Lumpur International Airport               | Malaysia                     | KUL/WMKK         | 52.640.043      | ▲ 7,6 %                          | ▼ 23.     |
| 25. | Aeropuerto de Madrid Barajas                     | Spanien                      | MAD/LEMD         | 50.397.928      | ▲ 7,7 %                          | ▼ 24.     |
| 26. | McCarran International Airport                   | Vereinigte Staaten           | LAS/KLAS         | 47.496.614      | ▲ 4,5 %                          | ▬ 26.     |
| 27. | Flughafen Chengdu-Shuangliu                      | Volksrepublik China          | CTU/ZUUU         | 46.039.137      | ▲ 9,0 %                          | ▲ 32.     |
| 28. | Seattle-Tacoma International Airport             | Vereinigte Staaten           | SEA/KSEA         | 45.736.700      | ▲ 8,0 %                          | ▲ 31.     |
| 29. | Chhatrapati Shivaji International Airport        | Indien                       | BOM/VABB         | 44.680.555      | ▲ 10,0 %                         | ▲ 35.     |
| 30. | Miami International Airport                      | Vereinigte Staaten           | MIA/KMIA         | 44.584.603      | ▲ 0,5 %                          | ▼ 28.     |

### Passagieraufkommen 2015
Im Jahre 2015 zeigte sich die Rangliste der größten Flughäfen nach Passagieraufkommen wie folgt:
| \| Rang 2015 \| Flughafen \| Land \| Code (IATA/ICAO) \| Passagiere 2015 \| Passagiere (Veränderung zu 2014) \| Rang 2014 \| \| --------- \| ------------------------------------------------ \| ---------------------------- \| ---------------- \| --------------- \| -------------------------------- \| --------- \| \| 1. \| Hartsfield-Jackson Atlanta International Airport \| Vereinigte Staaten \| ATL/KATL \| 101.491.106 \| ▲ 5,5 % \| ▬ 1. \| \| 2. \| Beijing Capital International Airport \| Volksrepublik China \| PEK/ZBAA \| 89.938.628 \| ▲ 4,4 % \| ▬ 2. \| \| 3. \| Dubai International Airport \| Vereinigte Arabische Emirate \| DXB/OMDB \| 78.014.838 \| ▲ 10,7 % \| ▲ 6. \| \| 4. \| Chicago O’Hare International Airport \| Vereinigte Staaten \| ORD/KORD \| 76.942.493 \| ▲ 9,8 % \| ▲ 7. \| \| 5. \| Tokyo Haneda International Airport \| Japan \| HND/RJTT \| 75.316.718 \| ▲ 3,4 % \| ▼ 4. \| \| 6. \| London Heathrow Airport \| Vereinigtes Königreich \| LHR/EGLL \| 74.989.795 \| ▲ 2,2 % \| ▼ 3. \| \| 7. \| Los Angeles International Airport \| Vereinigte Staaten \| LAX/KLAX \| 74.937.004 \| ▲ 6,1 % \| ▼ 5. \| \| 8. \| Hong Kong International Airport \| Hongkong (China) \| HKG/VHHH \| 68.283.407 \| ▲ 8,2 % \| ▲ 10. \| \| 9. \| Aéroport Paris-Charles de Gaulle \| Frankreich \| CDG/LFPG \| 65.766.986 \| ▲ 3,1 % \| ▼ 8. \| \| 10. \| Dallas-Fort Worth International Airport \| Vereinigte Staaten \| DFW/KDFW \| 64.072.468 \| ▲ 0,9 % \| ▼ 9. \| \| 11. \| Istanbul Atatürk Airport \| Türkei \| IST/LTBA \| 61.836.781 \| ▲ 9,2 % \| ▲ 13. \| \| 12. \| Flughafen Frankfurt Main \| Deutschland \| FRA/EDDF \| 61.032.022 \| ▲ 2,5 % \| ▼ 11. \| \| 13. \| Shanghai Pudong International Airport \| Volksrepublik China \| PVG/ZSPD \| 60.053.387 \| ▲ 16,3 % \| ▲ 19. \| \| 14. \| Amsterdam Schiphol \| Niederlande \| AMS/EHAM \| 58.284.864 \| ▲ 6,0 % \| ▬ 14. \| \| 15. \| John F. Kennedy International Airport \| Vereinigte Staaten \| JFK/KJFK \| 56.827.154 \| ▲ 6,8 % \| ▲ 18. \| \| 16. \| Singapore Changi Airport \| Singapur \| SIN/WSSS \| 55.449.000 \| ▲ 2,5 % \| ▬ 16. \| \| 17. \| Guangzhou Baiyun International Airport \| Volksrepublik China \| CAN/ZGGG \| 55.201.915 \| ▲ 0,8 % \| ▼ 15. \| \| 18. \| Jakarta/Soekarno-Hatta \| Indonesien \| CGK/WIII \| 54.053.905 \| ▼ 5,5 % \| ▼ 12. \| \| 19. \| Denver International Airport \| Vereinigte Staaten \| DEN/KDEN \| 54.014.501 \| ▲ 1,0 % \| ▼ 17. \| \| 20. \| Suvarnabhumi Airport \| Thailand \| BKK/VTBS \| 52.808.013 \| ▲ 13,8 % \| ▲ 22. \| \| 21. \| San Francisco International Airport \| Vereinigte Staaten \| SFO/KSFO \| 50.057.887 \| ▲ 6,3 % \| ▬ 21. \| \| 22. \| Seoul Incheon International Airport \| Südkorea \| ICN/RKSI \| 49.412.750 \| ▲ 8,2 % \| ▼ 13. \| \| 23. \| Kuala Lumpur International Airport \| Malaysia \| KUL/WMKK \| 48.938.424 \| ▬ 0,0 % \| ▼ 20. \| \| 24. \| Aeropuerto de Madrid Barajas \| Spanien \| MAD/LEMD \| 46.779.554 \| ▲ 12,0 % \| ▲ 27. \| \| 25. \| Indira Gandhi International Airport \| Indien \| DEL/VIDP \| 45.981.773 \| ▲ 15,7 % \| ▲ 31. \| \| 26. \| McCarran International Airport \| Vereinigte Staaten \| LAS/KLAS \| 45.356.580 \| ▲ 5,8 % \| ▼ 25. \| \| 27. \| Charlotte Douglas International Airport \| Vereinigte Staaten \| CLT/KCLT \| 44.876.627 \| ▲ 1,2 % \| ▼ 24. \| \| 28. \| Miami International Airport \| Vereinigte Staaten \| MIA/KMIA \| 44.350.247 \| ▲ 8,3 % \| ▲ 29. \| \| 29. \| Phoenix Sky Harbor International Airport \| Vereinigte Staaten \| PHX/KPHX \| 44.003.840 \| ▲ 4,5 % \| ▼ 26. \| \| 30. \| Houston George Bush Intercontinental Airport \| Vereinigte Staaten \| IAH/KIAH \| 43.023.224 \| ▲ 4,3 % \| ▼ 28. \| |                                                  |                              |                  |                 |                                  |           |
| Rang 2015 | Flughafen                                        | Land                         | Code (IATA/ICAO) | Passagiere 2015 | Passagiere (Veränderung zu 2014) | Rang 2014 |
| 1. | Hartsfield-Jackson Atlanta International Airport | Vereinigte Staaten           | ATL/KATL         | 101.491.106     | ▲ 5,5 %                          | ▬ 1.      |
| 2. | Beijing Capital International Airport            | Volksrepublik China          | PEK/ZBAA         | 89.938.628      | ▲ 4,4 %                          | ▬ 2.      |
| 3. | Dubai International Airport                      | Vereinigte Arabische Emirate | DXB/OMDB         | 78.014.838      | ▲ 10,7 %                         | ▲ 6.      |
| 4. | Chicago O’Hare International Airport             | Vereinigte Staaten           | ORD/KORD         | 76.942.493      | ▲ 9,8 %                          | ▲ 7.      |
| 5. | Tokyo Haneda International Airport               | Japan                        | HND/RJTT         | 75.316.718      | ▲ 3,4 %                          | ▼ 4.      |
| 6. | London Heathrow Airport                          | Vereinigtes Königreich       | LHR/EGLL         | 74.989.795      | ▲ 2,2 %                          | ▼ 3.      |
| 7. | Los Angeles International Airport                | Vereinigte Staaten           | LAX/KLAX         | 74.937.004      | ▲ 6,1 %                          | ▼ 5.      |
| 8. | Hong Kong International Airport                  | Hongkong (China)             | HKG/VHHH         | 68.283.407      | ▲ 8,2 %                          | ▲ 10.     |
| 9. | Aéroport Paris-Charles de Gaulle                 | Frankreich                   | CDG/LFPG         | 65.766.986      | ▲ 3,1 %                          | ▼ 8.      |
| 10. | Dallas-Fort Worth International Airport          | Vereinigte Staaten           | DFW/KDFW         | 64.072.468      | ▲ 0,9 %                          | ▼ 9.      |
| 11. | Istanbul Atatürk Airport                         | Türkei                       | IST/LTBA         | 61.836.781      | ▲ 9,2 %                          | ▲ 13.     |
| 12. | Flughafen Frankfurt Main                         | Deutschland                  | FRA/EDDF         | 61.032.022      | ▲ 2,5 %                          | ▼ 11.     |
| 13. | Shanghai Pudong International Airport            | Volksrepublik China          | PVG/ZSPD         | 60.053.387      | ▲ 16,3 %                         | ▲ 19.     |
| 14. | Amsterdam Schiphol                               | Niederlande                  | AMS/EHAM         | 58.284.864      | ▲ 6,0 %                          | ▬ 14.     |
| 15. | John F. Kennedy International Airport            | Vereinigte Staaten           | JFK/KJFK         | 56.827.154      | ▲ 6,8 %                          | ▲ 18.     |
| 16. | Singapore Changi Airport                         | Singapur                     | SIN/WSSS         | 55.449.000      | ▲ 2,5 %                          | ▬ 16.     |
| 17. | Guangzhou Baiyun International Airport           | Volksrepublik China          | CAN/ZGGG         | 55.201.915      | ▲ 0,8 %                          | ▼ 15.     |
| 18. | Jakarta/Soekarno-Hatta                           | Indonesien                   | CGK/WIII         | 54.053.905      | ▼ 5,5 %                          | ▼ 12.     |
| 19. | Denver International Airport                     | Vereinigte Staaten           | DEN/KDEN         | 54.014.501      | ▲ 1,0 %                          | ▼ 17.     |
| 20. | Suvarnabhumi Airport                             | Thailand                     | BKK/VTBS         | 52.808.013      | ▲ 13,8 %                         | ▲ 22.     |
| 21. | San Francisco International Airport              | Vereinigte Staaten           | SFO/KSFO         | 50.057.887      | ▲ 6,3 %                          | ▬ 21.     |
| 22. | Seoul Incheon International Airport              | Südkorea                     | ICN/RKSI         | 49.412.750      | ▲ 8,2 %                          | ▼ 13.     |
| 23. | Kuala Lumpur International Airport               | Malaysia                     | KUL/WMKK         | 48.938.424      | ▬ 0,0 %                          | ▼ 20.     |
| 24. | Aeropuerto de Madrid Barajas                     | Spanien                      | MAD/LEMD         | 46.779.554      | ▲ 12,0 %                         | ▲ 27.     |
| 25. | Indira Gandhi International Airport              | Indien                       | DEL/VIDP         | 45.981.773      | ▲ 15,7 %                         | ▲ 31.     |
| 26. | McCarran International Airport                   | Vereinigte Staaten           | LAS/KLAS         | 45.356.580      | ▲ 5,8 %                          | ▼ 25.     |
| 27. | Charlotte Douglas International Airport          | Vereinigte Staaten           | CLT/KCLT         | 44.876.627      | ▲ 1,2 %                          | ▼ 24.     |
| 28. | Miami International Airport                      | Vereinigte Staaten           | MIA/KMIA         | 44.350.247      | ▲ 8,3 %                          | ▲ 29.     |
| 29. | Phoenix Sky Harbor International Airport         | Vereinigte Staaten           | PHX/KPHX         | 44.003.840      | ▲ 4,5 %                          | ▼ 26.     |
| 30. | Houston George Bush Intercontinental Airport     | Vereinigte Staaten           | IAH/KIAH         | 43.023.224      | ▲ 4,3 %                          | ▼ 28.     |

### Passagieraufkommen 2014
Im Jahre 2014 zeigte sich die Rangliste der größten Flughäfen nach Passagieraufkommen wie folgt:
| Rang 2014 | Flughafen                                        | Land                         | Code (IATA/ICAO) | Passagiere 2014 | Passagiere (Veränderung zu 2013) | Rang 2013 |
| --------- | ------------------------------------------------ | ---------------------------- | ---------------- | --------------- | -------------------------------- | --------- |
| 1.        | Hartsfield-Jackson Atlanta International Airport | Vereinigte Staaten           | ATL/KATL         | 96.178.899      | ▲ 1,85 %                         | ▬ 1.      |
| 2.        | Beijing Capital International Airport            | Volksrepublik China          | PEK/ZBAA         | 86.128.270      | ▲ 2,89 %                         | ▬ 2.      |
| 3.        | London Heathrow Airport                          | Vereinigtes Königreich       | LHR/EGLL         | 73.408.489      | ▲ 1,44 %                         | ▬ 3.      |
| 4.        | Tokyo Haneda International Airport               | Japan                        | HND/RJTT         | 72.826.565      | ▲ 5,69 %                         | ▬ 4.      |
| 5.        | Los Angeles International Airport                | Vereinigte Staaten           | LAX/KLAX         | 70.663.265      | ▲ 6,00 %                         | ▲ 6.      |
| 6.        | Dubai International Airport                      | Vereinigte Arabische Emirate | DXB/OMDB         | 70.475.636      | ▲ 6,09 %                         | ▲ 7.      |
| 7.        | Chicago O’Hare International Airport             | Vereinigte Staaten           | ORD/KORD         | 69.999.010      | ▲ 4,55 %                         | ▼ 5.      |
| 8.        | Aéroport Paris-Charles de Gaulle                 | Frankreich                   | CDG/LFPG         | 63.813.756      | ▲ 2,84 %                         | ▬ 8.      |
| 9.        | Dallas-Fort Worth International Airport          | Vereinigte Staaten           | DFW/KDFW         | 63.554.402      | ▲ 5,10 %                         | ▬ 9.      |
| 10.       | Hong Kong International Airport                  | Hongkong (China)             | HKG/VHHH         | 63.121.786      | ▲ 5,93 %                         | ▲ 11.     |
| 11.       | Flughafen Frankfurt Main                         | Deutschland                  | FRA/EDDF         | 59.566.132      | ▲ 2,63 %                         | ▲ 12.     |
| 12.       | Jakarta/Soekarno-Hatta                           | Indonesien                   | CGK/WIII         | 57.221.169      | ▼ 3,62 %                         | ▼ 10.     |
| 13.       | Istanbul Atatürk Airport                         | Türkei                       | IST/LTBA         | 56.767.108      | ▲ 10,65 %                        | ▲ 18.     |
| 14.       | Amsterdam Schiphol                               | Niederlande                  | AMS/EHAM         | 54.978.023      | ▲ 4,58 %                         | ▬ 14.     |
| 15.       | Guangzhou Baiyun International Airport           | Volksrepublik China          | CAN/ZGGG         | 54.780.346      | ▲ 4,44 %                         | ▲ 16.     |
| 16.       | Singapore Changi Airport                         | Singapur                     | SIN/WSSS         | 54.093.000      | ▲ 0,68 %                         | ▼ 13.     |
| 17.       | Denver International Airport                     | Vereinigte Staaten           | DEN/KDEN         | 53.472.514      | ▲ 1,74 %                         | ▼ 15.     |
| 18.       | John F. Kennedy International Airport            | Vereinigte Staaten           | JFK/KJFK         | 53.254.533      | ▲ 5,56 %                         | ▲ 18.     |
| 19.       | Shanghai Pudong International Airport            | Volksrepublik China          | PVG/ZSPD         | 51.687.894      | ▲ 9,53 %                         | ▲ 21.     |
| 20.       | Kuala Lumpur International Airport               | Malaysia                     | KUL/WMKK         | 48.930.409      | ▲ 3,02 %                         | ▬ 20.     |
| 21.       | San Francisco International Airport              | Vereinigte Staaten           | SFO/KSFO         | 47.114.631      | ▲ 4,83 %                         | ▲ 21.     |
| 22.       | Suvarnabhumi Airport                             | Thailand                     | BKK/VTBS         | 46.423.352      | ▼ 9,62 %                         | ▼ 17.     |
| 23.       | Seoul Incheon International Airport              | Südkorea                     | ICN/RKSI         | 45.662.322      | ▲ 9,56 %                         | ▲ 25.     |
| 24.       | Charlotte Douglas International Airport          | Vereinigte Staaten           | CLT/KCLT         | 44.279.504      | ▲ 1,89 %                         | ▼ 23.     |
| 25.       | McCarran International Airport                   | Vereinigte Staaten           | LAS/KLAS         | 42.869.517      | ▲ 2,42 %                         | ▼ 24.     |
| 26.       | Phoenix Sky Harbor International Airport         | Vereinigte Staaten           | PHX/KPHX         | 42.125.212      | ▲ 4,48 %                         | ▲ 27.     |
| 27.       | Aeropuerto de Madrid Barajas                     | Spanien                      | MAD/LEMD         | 41.822.863      | ▲ 5,30 %                         | ▲ 29.     |
| 28.       | Houston George Bush Intercontinental Airport     | Vereinigte Staaten           | IAH/KIAH         | 41.239.700      | ▲ 3,62 %                         | ▬ 28.     |
| 29.       | Miami International Airport                      | Vereinigte Staaten           | MIA/KMIA         | 40.941.879      | ▲ 0,93 %                         | ▼ 26.     |
| 30.       | Flughafen São Paulo-Guarulhos                    | Brasilien                    | GRU/SBGR         | 39.765.714      | ▲ 9,88 %                         | ▲ 33.     |

### Passagieraufkommen 2013
Im Jahre 2013 zeigte sich die Rangliste der größten Flughäfen nach Passagieraufkommen wie folgt:
| Rang 2013 | Flughafen                                        | Land                         | Code (IATA/ICAO) | Passagiere 2013 | Passagiere (Veränderung zu 2012) | Rang 2012 |
| --------- | ------------------------------------------------ | ---------------------------- | ---------------- | --------------- | -------------------------------- | --------- |
| 1.        | Hartsfield-Jackson Atlanta International Airport | Vereinigte Staaten           | ATL/KATL         | 94.430.785      | ▼ 1,1 %                          | ▬ 1.      |
| 2.        | Beijing Capital International Airport            | Volksrepublik China          | PEK/ZBAA         | 83.712.355      | ▲ 2,2 %                          | ▬ 2.      |
| 3.        | London Heathrow Airport                          | Großbritannien               | LHR/EGLL         | 72.368.030      | ▲ 3,3 %                          | ▬ 3.      |
| 4.        | Tokyo Haneda International Airport               | Japan                        | HND/RJTT         | 68.906.636      | ▲ 1,6 %                          | ▬ 4.      |
| 5.        | Chicago O’Hare International Airport             | Vereinigte Staaten           | ORD/KORD         | 66.883.271      | ▼ 0,3 %                          | ▬ 5.      |
| 6.        | Los Angeles International Airport                | Vereinigte Staaten           | LAX/KLAX         | 66.702.252      | ▲ 4,7 %                          | ▬ 6.      |
| 7.        | Dubai International Airport                      | Vereinigte Arabische Emirate | DXB/OMDB         | 66.431.533      | ▲ 15,2 %                         | ▲ 10.     |
| 8.        | Aéroport Paris-Charles de Gaulle                 | Frankreich                   | CDG/LFPG         | 62.052.917      | ▲ 0,7 %                          | ▼ 7.      |
| 9.        | Dallas-Fort Worth International Airport          | Vereinigte Staaten           | DFW/KDFW         | 60.436.266      | ▲ 3,1 %                          | ▼ 8.      |
| 10.       | Jakarta/Soekarno-Hatta                           | Indonesien                   | CGK/WIII         | 59.701.543      | ▲ 3,4 %                          | ▼ 9.      |
| 11.       | Hong Kong International Airport                  | Hongkong (China)             | HKG/VHHH         | 59.609.414      | ▲ 6,3 %                          | ▲ 12.     |
| 12.       | Flughafen Frankfurt Main                         | Deutschland                  | FRA/EDDF         | 58.036.948      | ▲ 0,9 %                          | ▼ 11.     |
| 13.       | Singapore Changi Airport                         | Singapur                     | SIN/WSSS         | 53.726.087      | ▲ 5,0 %                          | ▲ 15.     |
| 14.       | Amsterdam Schiphol                               | Niederlande                  | AMS/EHAM         | 52.569.250      | ▲ 3,0 %                          | ▲ 16.     |
| 15.       | Denver International Airport                     | Vereinigte Staaten           | DEN/KDEN         | 52.556.359      | ▼ 1,1 %                          | ▼ 13.     |
| 16.       | Guangzhou Baiyun International Airport           | Volksrepublik China          | CAN/ZGGG         | 52.450.262      | ▲ 8,0 %                          | ▲ 18.     |
| 17.       | Suvarnabhumi Airport                             | Thailand                     | BKK/VTBS         | 51.363.451      | ▼ 3,1 %                          | ▼ 14.     |
| 18.       | Istanbul Atatürk Airport                         | Türkei                       | IST/LTBA         | 51.172.626      | ▲ 13,7 %                         | ▲ 20.     |
| 19.       | John F. Kennedy International Airport            | Vereinigte Staaten           | JFK/KJFK         | 50.423.765      | ▲ 2,3 %                          | ▼ 17.     |
| 20.       | Kuala Lumpur International Airport               | Malaysia                     | KUL/WMKK         | 47.498.157      | ▲ 19,1 %                         | ▲ 27.     |
| 21.       | Shanghai Pudong International Airport            | Volksrepublik China          | PVG/ZSPD         | 47.189.849      | ▲ 5,1 %                          | ▬ 21.     |
| 22.       | San Francisco International Airport              | Vereinigte Staaten           | SFO/KSFO         | 44.944.201      | ▲ 1,2 %                          | ▬ 22.     |
| 23.       | Charlotte Douglas International Airport          | Vereinigte Staaten           | CLT/KCLT         | 43.456.310      | ▲ 5,4 %                          | ▲ 24.     |
| 24.       | McCarran International Airport                   | Vereinigte Staaten           | LAS/KLAS         | 41.856.787      | ▲ 0,5 %                          | ▼ 23.     |
| 25.       | Seoul Incheon International Airport              | Südkorea                     | ICN/RKSI         | 41.679.758      | ▲ 6,4 %                          | ▲ 29.     |
| 26.       | Miami International Airport                      | Vereinigte Staaten           | MIA/KMIA         | 40.563.071      | ▲ 2,8 %                          | ▲ 28.     |
| 27.       | Phoenix Sky Harbor International Airport         | Vereinigte Staaten           | PHX/KPHX         | 40.318.451      | ▼ 0,3 %                          | ▼ 25.     |
| 28.       | Houston George Bush Intercontinental Airport     | Vereinigte Staaten           | IAH/KIAH         | 39.865.325      | ▼ 0,4 %                          | ▼ 26.     |
| 29.       | Aeropuerto de Madrid Barajas                     | Spanien                      | MAD/LEMD         | 39.710.903      | ▼ 12,1 %                         | ▼ 19.     |
| 30.       | Flughafen München                                | Deutschland                  | MUC/EDDM         | 38.672.644      | ▲ 0,8 %                          | ▬ 30.     |

### Passagieraufkommen 2012
Im Jahre 2012 zeigte sich die Rangliste der größten Flughäfen nach Passagieraufkommen wie folgt:
| Rang 2012 | Flughafen                                        | Land                         | Code (IATA/ICAO) | Passagiere 2012 | Passagiere (Veränderung zu 2011 in %) | Rang 2011 |
| --------- | ------------------------------------------------ | ---------------------------- | ---------------- | --------------- | ------------------------------------- | --------- |
| 1.        | Hartsfield-Jackson Atlanta International Airport | Vereinigte Staaten           | ATL/KATL         | 95.462.867      | ▲ 3,3 %                               | ▬ 1.      |
| 2.        | Beijing Capital International Airport            | Volksrepublik China          | PEK/ZBAA         | 81.929.689      | ▲ 4,5 %                               | ▬ 2.      |
| 3.        | London Heathrow Airport                          | Großbritannien               | LHR/EGLL         | 70.038.857      | ▲ 0,9 %                               | ▬ 3.      |
| 4.        | Tokyo Haneda International Airport               | Japan                        | HND/RJTT         | 67.788.722      | ▲ 8,3 %                               | ▲ 5.      |
| 5.        | Chicago O’Hare International Airport             | Vereinigte Staaten           | ORD/KORD         | 67.091.391      | ▲ 0,4 %                               | ▼ 4.      |
| 6.        | Los Angeles International Airport                | Vereinigte Staaten           | LAX/KLAX         | 63.687.544      | ▲ 3,0 %                               | ▬ 6.      |
| 7.        | Aéroport Paris-Charles de Gaulle                 | Frankreich                   | CDG/LFPG         | 61.611.934      | ▲ 1,1 %                               | ▬ 7.      |
| 8.        | Dallas-Fort Worth International Airport          | Vereinigte Staaten           | DFW/KDFW         | 58.591.842      | ▲ 1,4 %                               | ▬ 8.      |
| 9.        | Jakarta/Soekarno-Hatta                           | Indonesien                   | CGK/WIII         | 57.730.732      | ▲ 14,4 %                              | ▲ 12.     |
| 10.       | Dubai International Airport                      | Vereinigte Arabische Emirate | DXB/OMDB         | 57.684.550      | ▲ 13,2 %                              | ▲ 13.     |
| 11.       | Flughafen Frankfurt Main                         | Deutschland                  | FRA/EDDF         | 57.520.001      | ▲ 1,9 %                               | ▼ 9.      |
| 12.       | Hong Kong International Airport                  | Hongkong (China)             | HKG/VHHH         | 56.064.248      | ▲ 5,2 %                               | ▼ 10.     |
| 13.       | Denver International Airport                     | Vereinigte Staaten           | DEN/KDEN         | 53.156.278      | ▲ 0,6 %                               | ▼ 11.     |
| 14.       | Suvarnabhumi Airport                             | Thailand                     | BKK/VTBS         | 53.002.328      | ▲ 10,6 %                              | ▲ 16.     |
| 15.       | Singapore Changi Airport                         | Singapur                     | SIN/WSSS         | 51.181.804      | ▲ 10,0 %                              | ▲ 18.     |
| 16.       | Amsterdam Schiphol                               | Niederlande                  | AMS/EHAM         | 51.035.590      | ▲ 2,6 %                               | ▼ 14.     |
| 17.       | John F. Kennedy International Airport            | Vereinigte Staaten           | JFK/KJFK         | 49.293.587      | ▲ 3,1 %                               | ▬ 17.     |
| 18.       | Guangzhou Baiyun International Airport           | Volksrepublik China          | CAN/ZGGG         | 48.548.430      | ▲ 7,8 %                               | ▲ 19.     |
| 19.       | Aeropuerto de Madrid Barajas                     | Spanien                      | MAD/LEMD         | 45.175.501      | ▼ 9,0 %                               | ▼ 15.     |
| 20.       | Istanbul Atatürk Airport                         | Türkei                       | IST/LTBA         | 44.992.420      | ▲ 20,2 %                              | ▲ 30.     |
| 21.       | Shanghai Pudong International Airport            | Volksrepublik China          | PVG/ZSPD         | 44.880.164      | ▲ 8,3 %                               | ▬ 21.     |
| 22.       | San Francisco International Airport              | Vereinigte Staaten           | SFO/KSFO         | 44.431.894      | ▲ 8,6 %                               | ▬ 22.     |
| 23.       | McCarran International Airport                   | Vereinigte Staaten           | LAS/KLAS         | 41.666.527      | ▲ 0,5 %                               | ▼ 20.     |
| 24.       | Charlotte Douglas International Airport          | Vereinigte Staaten           | CLT/KCLT         | 41.226.035      | ▲ 5,6 %                               | ▲ 25.     |
| 25.       | Phoenix Sky Harbor International Airport         | Vereinigte Staaten           | PHX/KPHX         | 40.452.009      | ▼ 0,3 %                               | ▼ 23.     |
| 26.       | Houston George Bush Intercontinental Airport     | Vereinigte Staaten           | IAH/KIAH         | 40.022.736      | ▼ 0,5 %                               | ▼ 24.     |
| 27.       | Kuala Lumpur International Airport               | Malaysia                     | KUL/WMKK         | 39.887.866      | ▲ 6,6 %                               | ▲ 28.     |
| 28.       | Miami International Airport                      | Vereinigte Staaten           | MIA/KMIA         | 39.467.444      | ▲ 3,0 %                               | ▼ 26.     |
| 29.       | Seoul Incheon International Airport              | Südkorea                     | ICN/RKSI         | 39.154.375      | ▲ 11,3 %                              | ▲ Neu     |
| 30.       | Flughafen München                                | Deutschland                  | MUC/EDDM         | 38.360.604      | ▲ 1,6 %                               | ▼ 27.     |

### Passagieraufkommen 2011
2011 entwickelte sich das Passagierwachstum am Tokyo Haneda International Airport infolge des Tōhoku-Erdbebens und der Nuklearkatastrophe von Fukushima negativ (−2,9 %), während andere asiatische Flughäfen wieder mit zweistelligen Wachstumsraten punkten konnten: Jakarta/Soekarno-Hatta (19,3 %), Suvarnabhumi Airport (12,0 %), Singapore Changi Airport (10,7 %), Kuala Lumpur International Airport (10,5 %) und Hong Kong International Airport (10,5 %). Mit einem Plus von 16,3 % stieg der Atatürk International Airport neu in die Top 30 der weltgrößten Flughäfen ein.
| Rang 2011 | Flughafen                                        | Land                         | Code (IATA/ICAO) | Passagiere 2011 | Passagiere (Veränderung zu 2010 in %) | Rang 2010 |
| --------- | ------------------------------------------------ | ---------------------------- | ---------------- | --------------- | ------------------------------------- | --------- |
| 1.        | Hartsfield-Jackson Atlanta International Airport | Vereinigte Staaten           | ATL/KATL         | 92.365.860      | ▲ 3,4 %                               | ▬ 1.      |
| 2.        | Beijing Capital International Airport            | Volksrepublik China          | PEK/ZBAA         | 77.403.668      | ▲ 4,7 %                               | ▬ 2.      |
| 3.        | London Heathrow Airport                          | Großbritannien               | LHR/EGLL         | 69.433.565      | ▲ 5,4 %                               | ▲ 4.      |
| 4.        | Chicago O’Hare International Airport             | Vereinigte Staaten           | ORD/KORD         | 66.561.023      | ▼ 0,5 %                               | ▼ 3.      |
| 5.        | Tokyo Haneda International Airport               | Japan                        | HND/RJTT         | 62.263.025      | ▼ 2,9 %                               | ▬ 5.      |
| 6.        | Los Angeles International Airport                | Vereinigte Staaten           | LAX/KLAX         | 61.848.449      | ▲ 4,8 %                               | ▬ 6.      |
| 7.        | Aéroport Paris-Charles de Gaulle                 | Frankreich                   | CDG/LFPG         | 60.970.551      | ▲ 4,8 %                               | ▬ 7.      |
| 8.        | Dallas-Fort Worth International Airport          | Vereinigte Staaten           | DFW/KDFW         | 57.806.152      | ▲ 1,6 %                               | ▬ 8.      |
| 9.        | Flughafen Frankfurt Main                         | Deutschland                  | FRA/EDDF         | 56.436.255      | ▲ 6,5 %                               | ▬ 9.      |
| 10.       | Hong Kong International Airport                  | Hongkong (China)             | HKG/VHHH         | 53.314.213      | ▲ 10,5 %                              | ▲ 11.     |
| 11.       | Denver International Airport                     | Vereinigte Staaten           | DEN/KDEN         | 52.699.298      | ▲ 0,9 %                               | ▼ 10.     |
| 12.       | Jakarta/Soekarno-Hatta                           | Indonesien                   | CGK/WIII         | 52.446.618      | ▲ 19,3 %                              | ▲ 16.     |
| 13.       | Dubai International Airport                      | Vereinigte Arabische Emirate | DXB/OMDB         | 50.977.960      | ▲ 8,1 %                               | ▬ 13.     |
| 14.       | Amsterdam Schiphol                               | Niederlande                  | AMS/EHAM         | 49.754.910      | ▲ 10,1 %                              | ▲ 15.     |
| 15.       | Aeropuerto de Madrid Barajas                     | Spanien                      | MAD/LEMD         | 49.644.302      | ▼ 0,4 %                               | ▼ 12.     |
| 16.       | Suvarnabhumi Airport                             | Thailand                     | BKK/VTBS         | 47.910.744      | ▲ 12,0 %                              | ▲ 17.     |
| 17.       | John F. Kennedy International Airport            | Vereinigte Staaten           | JFK/KJFK         | 47.854.283      | ▲ 2,9 %                               | ▼ 14.     |
| 18.       | Singapore Changi Airport                         | Singapur                     | SIN/WSSS         | 46.543.845      | ▲ 10,7 %                              | ▬ 18.     |
| 19.       | Guangzhou Baiyun International Airport           | Volksrepublik China          | CAN/ZGGG         | 45.040.340      | ▲ 9,0 %                               | ▬ 19.     |
| 20.       | McCarran International Airport                   | Vereinigte Staaten           | LAS/KLAS         | 41.479.572      | ▼ 4,3 %                               | ▲ 22.     |
| 21.       | Shanghai Pudong International Airport            | Volksrepublik China          | PVG/ZSPD         | 41.450.211      | ▲ 2,6 %                               | ▼ 20.     |
| 22.       | San Francisco International Airport              | Vereinigte Staaten           | SFO/KSFO         | 40.907.389      | ▲ 4,2 %                               | ▲ 23.     |
| 23.       | Phoenix Sky Harbor International Airport         | Vereinigte Staaten           | PHX/KPHX         | 40.565.677      | ▲ 5,2 %                               | ▲ 24.     |
| 24.       | Houston George Bush Intercontinental Airport     | Vereinigte Staaten           | IAH/KIAH         | 40.170.844      | ▼ 0,8 %                               | ▼ 21.     |
| 25.       | Charlotte Douglas International Airport          | Vereinigte Staaten           | CLT/KCLT         | 39.043.708      | ▲ 2,4 %                               | ▬ 25.     |
| 26.       | Miami International Airport                      | Vereinigte Staaten           | MIA/KMIA         | 38.314.389      | ▲ 7,3 %                               | ▲ 28.     |
| 27.       | Flughafen München                                | Deutschland                  | MUC/EDDM         | 37.763.701      | ▲ 8,8 %                               | ▲ 30.     |
| 28.       | Kuala Lumpur International Airport               | Malaysia                     | KUL/WMKK         | 37.670.586      | ▲ 10,5 %                              | ▲ Neu     |
| 29.       | Aeroporto di Roma-Fiumicino Leonardo da Vinci    | Italien                      | FCO/LIRF         | 37.651.222      | ▲ 3,9 %                               | ▼ 26.     |
| 30.       | Istanbul Atatürk Airport                         | Türkei                       | IST/LTBA         | 37.452.187      | ▲ 16,3 %                              | ▲ Neu     |

### Passagieraufkommen 2010
Im Jahr 2010 erholte sich der globale Luftverkehr nach den negativen Auswirkungen der Finanzkrise ab 2007 zusehends. Die größten Wachstumsraten verzeichneten dabei wieder asiatische Flughäfen: Der Shanghai Pudong International Airport steigerte sein Passagieraufkommen um 27,2 %, der Jakarta/Soekarno-Hatta um 19,4 % und der Beijing Capital International Airport stieg mit 13,1 % Wachstum auf Rang 2 der weltweit größten Flughäfen auf. Der Ausbruch des isländischen Vulkans Eyjafjallajökull behinderte im März und April 2010 vor allem den europäischen Luftverkehr, dennoch konnten sich die meisten europäischen Flughäfen positiv entwickeln. Eine Ausnahme bildete der London Heathrow Airport, der mit einem kleinen Minus beim Passagieraufkommen abschloss. Ebenfalls negativ entwickelte sich der McCarran International Airport in Las Vegas, da infolge der Finanzkrise viele Touristen in der Spielerstadt ausblieben.
| Rang 2010 | Flughafen                                        | Land                         | Code (IATA/ICAO) | Passagiere 2010 | Passagiere (Veränderung zu 2009 in %) | Rang 2009 |
| --------- | ------------------------------------------------ | ---------------------------- | ---------------- | --------------- | ------------------------------------- | --------- |
| 1.        | Hartsfield-Jackson Atlanta International Airport | Vereinigte Staaten           | ATL/KATL         | 89.331.622      | ▲ 1,5 %                               | ▬ 1.      |
| 2.        | Beijing Capital International Airport            | Volksrepublik China          | PEK/ZBAA         | 73.948.113      | ▲ 13,1 %                              | ▲ 3.      |
| 3.        | Chicago O’Hare International Airport             | Vereinigte Staaten           | ORD/KORD         | 66.774.738      | ▲ 4,1 %                               | ▲ 4.      |
| 4.        | London Heathrow Airport                          | Großbritannien               | LHR/EGLL         | 65.884.143      | ▼ 0,2 %                               | ▼ 2.      |
| 5.        | Tokyo Haneda International Airport               | Japan                        | HND/RJTT         | 64.211.074      | ▲ 3,7 %                               | ▬ 5.      |
| 6.        | Los Angeles International Airport                | Vereinigte Staaten           | LAX/KLAX         | 59.070.127      | ▲ 4,5 %                               | ▲ 7.      |
| 7.        | Aéroport Paris-Charles de Gaulle                 | Frankreich                   | CDG/LFPG         | 58.167.062      | ▲ 0,5 %                               | ▼ 6.      |
| 8.        | Dallas-Fort Worth International Airport          | Vereinigte Staaten           | DFW/KDFW         | 56.906.610      | ▲ 1,6 %                               | ▬ 8.      |
| 9.        | Flughafen Frankfurt Main                         | Deutschland                  | FRA/EDDF         | 53.009.221      | ▲ 4,1 %                               | ▬ 9.      |
| 10.       | Denver International Airport                     | Vereinigte Staaten           | DEN/KDEN         | 52.209.377      | ▲ 4,1 %                               | ▬ 10.     |
| 11.       | Hong Kong International Airport                  | Hongkong (China)             | HKG/VHHH         | 50.348.960      | ▲ 10,5 %                              | ▲ 13.     |
| 12.       | Aeropuerto de Madrid Barajas                     | Spanien                      | MAD/LEMD         | 49.844.596      | ▲ 3,0 %                               | ▼ 11.     |
| 13.       | Dubai International Airport                      | Vereinigte Arabische Emirate | DXB/OMDB         | 47.180.628      | ▲ 15,4 %                              | ▲ 15.     |
| 14.       | John F. Kennedy International Airport            | Vereinigte Staaten           | JFK/KJFK         | 46.514.154      | ▲ 1,4 %                               | ▼ 12.     |
| 15.       | Amsterdam Schiphol                               | Niederlande                  | AMS/EHAM         | 45.211.749      | ▲ 3,8 %                               | ▼ 14.     |
| 16.       | Jakarta/Soekarno-Hatta                           | Indonesien                   | CGK/WIII         | 44.355.998      | ▲ 19,4 %                              | ▲ 22.     |
| 17.       | Suvarnabhumi Airport                             | Thailand                     | BKK/VTBS         | 42.784.967      | ▲ 5,6 %                               | ▼ 16.     |
| 18.       | Singapore Changi Airport                         | Singapur                     | SIN/WSSS         | 42.038.777      | ▲ 13,0 %                              | ▲ 21.     |
| 19.       | Guangzhou Baiyun International Airport           | Volksrepublik China          | CAN/ZGGG         | 40.975.673      | ▲ 10,6 %                              | ▲ 23.     |
| 20.       | Shanghai Pudong International Airport            | Volksrepublik China          | PVG/ZSPD         | 40.578.621      | ▲ 26,4 %                              | ▲ Neu     |
| 21.       | Houston George Bush Intercontinental Airport     | Vereinigte Staaten           | IAH/KIAH         | 40.479.569      | ▲ 1,2 %                               | ▼ 18.     |
| 22.       | McCarran International Airport                   | Vereinigte Staaten           | LAS/KLAS         | 39.757.359      | ▼ 1,8 %                               | ▼ 17.     |
| 23.       | San Francisco International Airport              | Vereinigte Staaten           | SFO/KSFO         | 39.253.999      | ▲ 5,1 %                               | ▼ 20.     |
| 24.       | Phoenix Sky Harbor International Airport         | Vereinigte Staaten           | PHX/KPHX         | 38.554.215      | ▲ 1,9 %                               | ▼ 19.     |
| 25.       | Charlotte Douglas International Airport          | Vereinigte Staaten           | CLT/KCLT         | 38.254.207      | ▲ 10,8 %                              | ▼ 24.     |
| 26.       | Aeroporto di Roma-Fiumicino Leonardo da Vinci    | Italien                      | FCO/LIRF         | 36.227.778      | ▲ 7,4 %                               | ▬ 26.     |
| 27.       | Sydney Kingsford Smith International Airport     | Australien                   | SYD/YSSY         | 35.991.917      | ▲ 7,6 %                               | ▲ 28.     |
| 28.       | Miami International Airport                      | Vereinigte Staaten           | MIA/KMIA         | 35.698.025      | ▲ 5,4 %                               | ▼ 25.     |
| 29.       | Orlando International Airport                    | Vereinigte Staaten           | MCO/KMCO         | 34.877.899      | ▲ 3,5 %                               | ▼ 27.     |
| 30.       | Flughafen München                                | Deutschland                  | MUC/EDDM         | 34.721.605      | ▲ 6,2 %                               | ▬ 30.     |

### Passagieraufkommen 2009
Im Jahr 2009 setzte sich die negative Entwicklung des weltweiten Luftverkehrs infolge der Finanzkrise ab 2007 fort, wobei der Luftverkehrsrückgang in Europa und Nordamerika am stärksten ausfiel. Besonders stark fiel der Rückgang des Passagieraufkommens in Europa am Luchthaven Schiphol mit 8,1 % aus, in den USA erzielten der McCarran International Airport und der Chicago O’Hare International Airport ein Minus von 6,3 % bzw. 6,1 %. Gegen den negativen Trend behaupteten sich asiatische Flughäfen: Der Beijing Capital International Airport wuchs um 16,9 %, der Jakarta/Soekarno-Hatta um 15,2 % und der Guangzhou Baiyun International Airport um 10,8 %.
| Rang 2009 | Flughafen                                        | Land                         | Code (IATA/ICAO) | Passagiere 2009 | Passagiere (Veränderung zu 2008 in %) | Rang 2008 |
| --------- | ------------------------------------------------ | ---------------------------- | ---------------- | --------------- | ------------------------------------- | --------- |
| 1.        | Hartsfield-Jackson Atlanta International Airport | Vereinigte Staaten           | ATL/KATL         | 88.032.086      | ▼ 2,2 %                               | ▬ 1.      |
| 2.        | London Heathrow Airport                          | Großbritannien               | LHR/EGLL         | 66.037.578      | ▼ 1,5 %                               | ▲ 3.      |
| 3.        | Beijing Capital International Airport            | Volksrepublik China          | PEK/ZBAA         | 65.372.012      | ▲ 16,9 %                              | ▲ 8.      |
| 4.        | Chicago O’Hare International Airport             | Vereinigte Staaten           | ORD/KORD         | 64.158.343      | ▼ 6,1 %                               | ▼ 2.      |
| 5.        | Tokyo Haneda International Airport               | Japan                        | HND/RJTT         | 61.903.656      | ▼ 7,2 %                               | ▼ 4.      |
| 6.        | Aéroport Paris-Charles de Gaulle                 | Frankreich                   | CDG/LFPG         | 57.906.866      | ▼ 4,9 %                               | ▼ 5.      |
| 7.        | Los Angeles International Airport                | Vereinigte Staaten           | LAX/KLAX         | 56.520.843      | ▼ 5,5 %                               | ▼ 6.      |
| 8.        | Dallas-Fort Worth International Airport          | Vereinigte Staaten           | DFW/KDFW         | 56.030.457      | ▼ 1,9 %                               | ▼ 7.      |
| 9.        | Flughafen Frankfurt Main                         | Deutschland                  | FRA/EDDF         | 50.932.840      | ▼ 4,7 %                               | ▬ 9.      |
| 10.       | Denver International Airport                     | Vereinigte Staaten           | DEN/KDEN         | 50.167.485      | ▼ 2,1 %                               | ▬ 10.     |
| 11.       | Aeropuerto de Madrid Barajas                     | Spanien                      | MAD/LEMD         | 48.250.784      | ▼ 5,1 %                               | ▬ 11.     |
| 12.       | John F. Kennedy International Airport            | Vereinigte Staaten           | JFK/KJFK         | 45.915.069      | ▼ 3,9 %                               | ▲ 13.     |
| 13.       | Hong Kong International Airport                  | Hongkong (China)             | HKG/VHHH         | 45.558.807      | ▼ 4,8 %                               | ▼ 12.     |
| 14.       | Amsterdam Schiphol                               | Niederlande                  | AMS/EHAM         | 43.570.370      | ▼ 8,1 %                               | ▬ 14.     |
| 15.       | Dubai International Airport                      | Vereinigte Arabische Emirate | DXB/OMDB         | 40.901.752      | ▲ 9,2 %                               | ▲ 20.     |
| 16.       | Suvarnabhumi Airport                             | Thailand                     | BKK/VTBS         | 40.500.224      | ▲ 4,9 %                               | ▲ 18.     |
| 17.       | McCarran International Airport                   | Vereinigte Staaten           | LAS/KLAS         | 40.469.012      | ▼ 6,3 %                               | ▼ 15.     |
| 18.       | Houston George Bush Intercontinental Airport     | Vereinigte Staaten           | IAH/KIAH         | 40.007.354      | ▼ 4,1 %                               | ▼ 16.     |
| 19.       | Phoenix Sky Harbor International Airport         | Vereinigte Staaten           | PHX/KPHX         | 37.824.982      | ▼ 5,2 %                               | ▼ 17.     |
| 20.       | San Francisco International Airport              | Vereinigte Staaten           | SFO/KSFO         | 37.338.942      | ▲ 0,3 %                               | ▲ 21.     |
| 21.       | Singapore Changi Airport                         | Singapur                     | SIN/WSSS         | 37.203.978      | ▼ 1,3 %                               | ▼ 19.     |
| 22.       | Jakarta/Soekarno-Hatta                           | Indonesien                   | CGK/WIII         | 37.143.719      | ▲ 15,2 %                              | ▲ Neu     |
| 23.       | Guangzhou Baiyun International Airport           | Volksrepublik China          | CAN/ZGGG         | 37.048.712      | ▲ 10,8 %                              | ▲ Neu     |
| 24.       | Charlotte Douglas International Airport          | Vereinigte Staaten           | CLT/KCLT         | 34.536.666      | ▼ 0,6 %                               | ▲ 26.     |
| 25.       | Miami International Airport                      | Vereinigte Staaten           | MIA/KMIA         | 33.886.025      | ▼ 0,5 %                               | ▲ 29.     |
| 26.       | Aeroporto di Roma-Fiumicino Leonardo da Vinci    | Italien                      | FCO/LIRF         | 33.723.213      | ▼ 4,0 %                               | ▼ 25.     |
| 27.       | Orlando International Airport                    | Vereinigte Staaten           | MCO/KMCO         | 33.693.649      | ▼ 5,5 %                               | ▼ 22.     |
| 28.       | Sydney Kingsford Smith International Airport     | Australien                   | SYD/YSSY         | 33.451.383      | ▲ 0,4 %                               | ▲ Neu     |
| 29.       | Newark Liberty International Airport             | Vereinigte Staaten           | EWR/KEWR         | 33.399.207      | ▼ 5,5 %                               | ▼ 23.     |
| 30.       | Flughafen München                                | Deutschland                  | MUC/EDDM         | 32.681.067      | ▼ 5,4 %                               | ▼ 27.     |

### Passagieraufkommen 2008
Das Jahr 2008 war geprägt durch die Finanzkrise ab 2007, die mit der Insolvenz der US-amerikanischen Investmentbank Lehman Brothers im September 2008 ihren vorläufigen Höhepunkt erreichte und zu Kurseinbrüchen an den Börsen weltweit führte. Die Angst von Inflation und Rezession wirkte sich auch negativ auf das Luftverkehrsaufkommen aus, das Passagieraufkommen vieler großer Flughäfen sank infolgedessen. Zwei US-amerikanische Flughäfen bekamen die Krise besonders zu spüren: Chicago O’Hare International Airport und McCarran International Airport, die 9,0 % bzw. 8,0 % weniger Passagiere zählten. Dubai International Airport konnte dagegen mit 9,0 % kräftig wachsen und mit dem Aeroporto di Roma-Fiumicino Leonardo da Vinci stieg ein weiterer europäischer Flughafen in die Top 30 der größten Flughäfen auf.
| Rang 2008 | Flughafen                                        | Land                         | Code (IATA/ICAO) | Passagiere 2008 | Passagiere (Veränderung zu 2007 in %) | Rang 2007 |
| --------- | ------------------------------------------------ | ---------------------------- | ---------------- | --------------- | ------------------------------------- | --------- |
| 1.        | Hartsfield-Jackson Atlanta International Airport | Vereinigte Staaten           | ATL/KATL         | 90.039.280      | ▲ 0,7 %                               | ▬ 1.      |
| 2.        | Chicago O’Hare International Airport             | Vereinigte Staaten           | ORD/KORD         | 69.353.876      | ▼ 9,0 %                               | ▬ 2.      |
| 3.        | London Heathrow Airport                          | Großbritannien               | LHR/EGLL         | 67.056.379      | ▼ 1,5 %                               | ▬ 3.      |
| 4.        | Tokyo Haneda International Airport               | Japan                        | HND/RJTT         | 66.754.829      | ▼ 0,2 %                               | ▬ 4.      |
| 5.        | Aéroport Paris-Charles de Gaulle                 | Frankreich                   | CDG/LFPG         | 60.874.681      | ▲ 1,6 %                               | ▲ 6.      |
| 6.        | Los Angeles International Airport                | Vereinigte Staaten           | LAX/KLAX         | 59.497.539      | ▼ 4,7 %                               | ▼ 5.      |
| 7.        | Dallas-Fort Worth International Airport          | Vereinigte Staaten           | DFW/KDFW         | 57.093.187      | ▼ 4,5 %                               | ▬ 7.      |
| 8.        | Beijing Capital International Airport            | Volksrepublik China          | PEK/ZBAA         | 55.937.289      | ▲ 4,4 %                               | ▲ 9.      |
| 9.        | Flughafen Frankfurt Main                         | Deutschland                  | FRA/EDDF         | 53.467.450      | ▼ 1,3 %                               | ▼ 8.      |
| 10.       | Denver International Airport                     | Vereinigte Staaten           | DEN/KDEN         | 51.245.334      | ▲ 2,8 %                               | ▲ 11.     |
| 11.       | Aeropuerto de Madrid Barajas                     | Spanien                      | MAD/LEMD         | 50.824.435      | ▼ 2,4 %                               | ▼ 10.     |
| 12.       | Hong Kong International Airport                  | Hongkong (China)             | HKG/VHHH         | 47.857.746      | ▲ 1,7 %                               | ▲ 14.     |
| 13.       | John F. Kennedy International Airport            | Vereinigte Staaten           | JFK/KJFK         | 47.807.816      | ▲ 0,2 %                               | ▬ 13.     |
| 14.       | Amsterdam Schiphol                               | Niederlande                  | AMS/EHAM         | 47.430.019      | ▼ 0,8 %                               | ▼ 12.     |
| 15.       | McCarran International Airport                   | Vereinigte Staaten           | LAS/KLAS         | 43.208.724      | ▼ 8,0 %                               | ▬ 15.     |
| 16.       | Houston George Bush Intercontinental Airport     | Vereinigte Staaten           | IAH/KIAH         | 41.709.389      | ▼ 3,0 %                               | ▬ 16.     |
| 17.       | Phoenix Sky Harbor International Airport         | Vereinigte Staaten           | PHX/KPHX         | 39.891.193      | ▼ 5,4 %                               | ▬ 17.     |
| 18.       | Suvarnabhumi Airport                             | Thailand                     | BKK/VTBS         | 38.603.490      | ▼ 6,3 %                               | ▬ 18.     |
| 19.       | Singapore Changi Airport                         | Singapur                     | SIN/WSSS         | 37.694.824      | ▲ 2,7 %                               | ▬ 19.     |
| 20.       | Dubai International Airport                      | Vereinigte Arabische Emirate | DXB/OMDB         | 37.441.440      | ▲ 9,0 %                               | ▲ 27.     |
| 21.       | San Francisco International Airport              | Vereinigte Staaten           | SFO/KSFO         | 37.234.592      | ▲ 4,7 %                               | ▲ 23.     |
| 22.       | Orlando International Airport                    | Vereinigte Staaten           | MCO/KMCO         | 35.660.742      | ▼ 2,3 %                               | ▼ 20.     |
| 23.       | Newark Liberty International Airport             | Vereinigte Staaten           | EWR/KEWR         | 35.360.848      | ▼ 2,8 %                               | ▼ 21.     |
| 24.       | Detroit Metropolitan Wayne County Airport        | Vereinigte Staaten           | DTW/KDTW         | 35.135.828      | ▼ 2,4 %                               | ▼ 22.     |
| 25.       | Aeroporto di Roma-Fiumicino Leonardo da Vinci    | Italien                      | FCO/LIRF         | 35.132.224      | ▲ 6,9 %                               | ▲ Neu     |
| 26.       | Charlotte Douglas International Airport          | Vereinigte Staaten           | CLT/KCLT         | 34.739.020      | ▲ 4,7 %                               | ▲ 30.     |
| 27.       | Flughafen München                                | Deutschland                  | MUC/EDDM         | 34.530.593      | ▲ 1,7 %                               | ▲ 28.     |
| 28.       | London Gatwick Airport                           | Großbritannien               | LGW/EGKK         | 34.214.740      | ▼ 2,9 %                               | ▼ 25.     |
| 29.       | Miami International Airport                      | Vereinigte Staaten           | MIA/KMIA         | 34.063.531      | ▲ 1,0 %                               | ▬ 29.     |
| 30.       | Minneapolis-Saint Paul International Airport     | Vereinigte Staaten           | MSP/KMSP         | 34.056.443      | ▼ 3,0 %                               | ▼ 26.     |

### Passagieraufkommen 2007
Im Jahr 2007 setzte der Dubai International Airport seinen starken Wachstumskurs mit 19,3 % fort. Weitere Flughäfen konnten ebenfalls im zweistelligen Prozentbereich zulegen: In den USA waren es der John F. Kennedy International Airport in New York City (11,9 %) und der Charlotte Douglas International Airport (11,7 %), in Europa der Aeropuerto de Madrid Barajas (13,9 %) und der Flughafen München (10,4 %) sowie in Asien der Beijing Capital International Airport (10,1 %). Die stärksten Einbußen unter den Top 30 verzeichnete der Suvarnabhumi Airport in Bangkok mit einem Minus von 3,7 %.
| Rang 2007 | Flughafen                                        | Land                         | Code (IATA/ICAO) | Passagiere 2007 | Passagiere (Veränderung zu 2006 in %) | Rang 2006 |
| --------- | ------------------------------------------------ | ---------------------------- | ---------------- | --------------- | ------------------------------------- | --------- |
| 1.        | Hartsfield-Jackson Atlanta International Airport | Vereinigte Staaten           | ATL/KATL         | 89.379.287      | ▲ 5,3 %                               | ▬ 1.      |
| 2.        | Chicago O’Hare International Airport             | Vereinigte Staaten           | ORD/KORD         | 76.177.855      | ▼ 0,1 %                               | ▬ 2.      |
| 3.        | London Heathrow Airport                          | Großbritannien               | LHR/EGLL         | 68.068.304      | ▲ 0,8 %                               | ▬ 3.      |
| 4.        | Tokyo Haneda International Airport               | Japan                        | HND/RJTT         | 66.823.414      | ▲ 1,1 %                               | ▬ 4.      |
| 5.        | Los Angeles International Airport                | Vereinigte Staaten           | LAX/KLAX         | 61.896.075      | ▲ 1,4 %                               | ▬ 5.      |
| 6.        | Aéroport Paris-Charles de Gaulle                 | Frankreich                   | CDG/LFPG         | 59.922.177      | ▲ 5,4 %                               | ▲ 7.      |
| 7.        | Dallas-Fort Worth International Airport          | Vereinigte Staaten           | DFW/KDFW         | 59.786.476      | ▼ 0,7 %                               | ▼ 6.      |
| 8.        | Flughafen Frankfurt Main                         | Deutschland                  | FRA/EDDF         | 54.161.856      | ▲ 2,6 %                               | ▬ 8.      |
| 9.        | Beijing Capital International Airport            | Volksrepublik China          | PEK/ZBAA         | 53.583.664      | ▲ 10,1 %                              | ▬ 9.      |
| 10.       | Aeropuerto de Madrid Barajas                     | Spanien                      | MAD/LEMD         | 52.122.702      | ▲ 13,9 %                              | ▲ 13.     |
| 11.       | Denver International Airport                     | Vereinigte Staaten           | DEN/KDEN         | 49.863.352      | ▲ 5,4 %                               | ▼ 10.     |
| 12.       | Amsterdam Schiphol                               | Niederlande                  | AMS/EHAM         | 47.794.994      | ▲ 3,8 %                               | ▬ 12.     |
| 13.       | John F. Kennedy International Airport            | Vereinigte Staaten           | JFK/KJFK         | 47.716.941      | ▲ 11,9 %                              | ▲ 15.     |
| 14.       | Hong Kong International Airport                  | Hongkong (China)             | HKG/VHHH         | 47.042.419      | ▲ 7,3 %                               | ▬ 14.     |
| 15.       | McCarran International Airport                   | Vereinigte Staaten           | LAS/KLAS         | 46.961.011      | ▲ 3,2 %                               | ▼ 11.     |
| 16.       | Houston George Bush Intercontinental Airport     | Vereinigte Staaten           | IAH/KIAH         | 42.998.040      | ▲ 1,1 %                               | ▲ 17.     |
| 17.       | Phoenix Sky Harbor International Airport         | Vereinigte Staaten           | PHX/KPHX         | 42.184.515      | ▲ 1,8 %                               | ▲ 18.     |
| 18.       | Suvarnabhumi Airport                             | Thailand                     | BKK/VTBS         | 41.210.081      | ▼ 3,7 %                               | ▼ 16.     |
| 19.       | Singapore Changi Airport                         | Singapur                     | SIN/WSSS         | 36.701.556      | ▲ 4,8 %                               | ▲ 22.     |
| 20.       | Orlando International Airport                    | Vereinigte Staaten           | MCO/KMCO         | 36.480.416      | ▲ 5,3 %                               | ▲ 24.     |
| 21.       | Newark Liberty International Airport             | Vereinigte Staaten           | EWR/KEWR         | 36.367.240      | ▲ 2,1 %                               | ▼ 19.     |
| 22.       | Detroit Metropolitan Wayne County Airport        | Vereinigte Staaten           | DTW/KDTW         | 35.983.478      | ▬ 0,0 %                               | ▼ 20.     |
| 23.       | San Francisco International Airport              | Vereinigte Staaten           | SFO/KSFO         | 35.792.707      | ▲ 6,6 %                               | ▲ 26.     |
| 24.       | Narita International Airport                     | Japan                        | NRT/RJAA         | 35.478.146      | ▲ 1,4 %                               | ▼ 23.     |
| 25.       | London Gatwick Airport                           | Großbritannien               | LGW/EGKK         | 35.218.374      | ▲ 3,1 %                               | ▬ 25.     |
| 26.       | Minneapolis-Saint Paul International Airport     | Vereinigte Staaten           | MSP/KMSP         | 35.157.322      | ▼ 1,3 %                               | ▼ 21.     |
| 27.       | Dubai International Airport                      | Vereinigte Arabische Emirate | DXB/OMDB         | 34.348.110      | ▲ 19,3 %                              | ▲ Neu     |
| 28.       | Flughafen München                                | Deutschland                  | MUC/EDDM         | 33.959.422      | ▲ 10,4 %                              | ▲ 30.     |
| 29.       | Miami International Airport                      | Vereinigte Staaten           | MIA/KMIA         | 33.740.416      | ▲ 3,7 %                               | ▼ 27.     |
| 30.       | Charlotte Douglas International Airport          | Vereinigte Staaten           | CLT/KCLT         | 33.165.688      | ▲ 11,7 %                              | ▲ Neu     |

### Passagieraufkommen 2006
Während 2006 insgesamt ein eher moderates Wachstum vorherrschte, erzielten erneut asiatische Flughäfen die höchsten Wachstumsraten: Beijing Capital International Airport mit einem Plus von 18,7 %, Narita International Airport mit einem Plus von 11,3 % und Hong Kong International Airport mit einem Plus von 8,9 %. In Europa konnte der Aeropuerto de Madrid Barajas mit 8,0 % kräftig wachsen, und der Flughafen München stieg mit einem Plus von 7,5 % als zweiter deutscher Flughafen nach dem Flughafen Frankfurt Main in die Top 30 auf. Einige US-amerikanische Flughäfen verzeichneten dagegen Passagierrückgänge, am stärksten der Minneapolis-Saint Paul International Airport mit einem Minus von 5,3 %. Stark fiel das Wachstum am Denver International Airport mit 9,1 % aus.
| Rang 2006 | Flughafen                                        | Land                | Code (IATA/ICAO) | Passagiere 2006 | Passagiere (Veränderung zu 2005 in %) | Rang 2005 |
| --------- | ------------------------------------------------ | ------------------- | ---------------- | --------------- | ------------------------------------- | --------- |
| 1.        | Hartsfield-Jackson Atlanta International Airport | Vereinigte Staaten  | ATL/KATL         | 84.846.639      | ▼ 1,2 %                               | ▬ 1.      |
| 2.        | Chicago O’Hare International Airport             | Vereinigte Staaten  | ORD/KORD         | 77.028.134      | ▲ 0,7 %                               | ▬ 2.      |
| 3.        | London Heathrow Airport                          | Großbritannien      | LHR/EGLL         | 67.530.197      | ▼ 0,6 %                               | ▬ 3.      |
| 4.        | Tokyo Haneda International Airport               | Japan               | HND/RJTT         | 65.810.672      | ▲ 4,0 %                               | ▬ 4.      |
| 5.        | Los Angeles International Airport                | Vereinigte Staaten  | LAX/KLAX         | 61.041.066      | ▼ 0,7 %                               | ▬ 5.      |
| 6.        | Dallas-Fort Worth International Airport          | Vereinigte Staaten  | DFW/KDFW         | 60.226.138      | ▲ 1,8 %                               | ▬ 6.      |
| 7.        | Aéroport Paris-Charles de Gaulle                 | Frankreich          | CDG/LFPG         | 56.849.567      | ▲ 5,7 %                               | ▬ 7.      |
| 8.        | Flughafen Frankfurt Main                         | Deutschland         | FRA/EDDF         | 52.810.683      | ▲ 1,1 %                               | ▬ 8.      |
| 9.        | Beijing Capital International Airport            | Volksrepublik China | PEK/ZBAA         | 48.654.770      | ▲ 18,7 %                              | ▲ 15.     |
| 10.       | Denver International Airport                     | Vereinigte Staaten  | DEN/KDEN         | 47.325.016      | ▲ 9,1 %                               | ▲ 11.     |
| 11.       | Las Vegas McCarran International Airport         | Vereinigte Staaten  | LAS/KLAS         | 46.193.329      | ▲ 5,0 %                               | ▼ 10.     |
| 12.       | Flughafen Amsterdam-Schiphol                     | Niederlande         | AMS/EHAM         | 46.065.719      | ▲ 4,4 %                               | ▼ 9.      |
| 13.       | Aeropuerto de Madrid Barajas                     | Spanien             | MAD/LEMD         | 45.501.168      | ▲ 8,0 %                               | ▼ 12.     |
| 14.       | Hong Kong International Airport                  | Hongkong (China)    | HKG/VHHH         | 43.857.908      | ▲ 8,9 %                               | ▲ 16.     |
| 15.       | John F. Kennedy International Airport            | Vereinigte Staaten  | JFK/KJFK         | 43.762.282      | ▲ 4,5 %                               | ▼ 13.     |
| 16.       | Suvarnabhumi Airport a)                          | Thailand            | BKK/VTBS         | 42.799.532      | ▲ 9,8 %                               | ▲ 18.     |
| 17.       | Houston George Bush Intercontinental Airport     | Vereinigte Staaten  | IAH/KIAH         | 42.550.432      | ▲ 7,1 %                               | ▬ 17.     |
| 18.       | Phoenix Sky Harbor International Airport         | Vereinigte Staaten  | PHX/KPHX         | 41.436.737      | ▲ 0,5 %                               | ▼ 14.     |
| 19.       | Newark Liberty International Airport             | Vereinigte Staaten  | EWR/KEWR         | 36.724.167      | ▲ 7,9 %                               | ▲ 22.     |
| 20.       | Detroit Metropolitan Wayne County Airport        | Vereinigte Staaten  | DTW/KDTW         | 35.972.673      | ▼ 1,1 %                               | ▬ 20.     |
| 21.       | Minneapolis-Saint Paul International Airport     | Vereinigte Staaten  | MSP/KMSP         | 35.612.133      | ▼ 5,3 %                               | ▼ 19.     |
| 22.       | Singapore Changi Airport                         | Singapur            | SIN/WSSS         | 35.033.083      | ▲ 8,0 %                               | ▲ 25.     |
| 23.       | Narita International Airport                     | Japan               | NRT/RJAA         | 34.975.225      | ▲ 11,3 %                              | ▲ 27.     |
| 24.       | Orlando International Airport                    | Vereinigte Staaten  | MCO/KMCO         | 34.640.451      | ▲ 1,5 %                               | ▼ 21.     |
| 25.       | London Gatwick Airport                           | Großbritannien      | LGW/EGKK         | 34.172.492      | ▲ 4,2 %                               | ▼ 24.     |
| 26.       | San Francisco International Airport              | Vereinigte Staaten  | SFO/KSFO         | 33.574.807      | ▲ 0,5 %                               | ▼ 23.     |
| 27.       | Miami International Airport                      | Vereinigte Staaten  | MIA/KMIA         | 32.533.974      | ▲ 4,9 %                               | ▲ 28.     |
| 28.       | Philadelphia International Airport               | Vereinigte Staaten  | PHL/KPHL         | 31.768.272      | ▲ 0,9 %                               | ▼ 26.     |
| 29.       | Toronto Pearson International Airport            | Kanada              | YYZ/CYYZ         | 30.794.980      | ▲ 2,9 %                               | ▬ 29.     |
| 30.       | Flughafen München                                | Deutschland         | MUC/EDDM         | 30.757.978      | ▲ 7,5 %                               | ▲ Neu     |

Fußnote

### Passagieraufkommen 2005
Im Jahre 2005 zeigte sich die Rangliste der größten Flughäfen nach Passagieraufkommen wie folgt:
| Rang 2005 | Flughafen                                        | Land                | Code (IATA/ICAO) | Passagiere 2005 | Passagiere (Veränderung zu 2004 in %) | Rang 2004 |
| --------- | ------------------------------------------------ | ------------------- | ---------------- | --------------- | ------------------------------------- | --------- |
| 1.        | Hartsfield-Jackson Atlanta International Airport | Vereinigte Staaten  | ATL/KATL         | 85.907.423      | ▲ 2,8 %                               | ▬ 1.      |
| 2.        | Chicago O’Hare International Airport             | Vereinigte Staaten  | ORD/KORD         | 76.510.003      | ▲ 1,3 %                               | ▬ 2.      |
| 3.        | London Heathrow Airport                          | Großbritannien      | LHR/EGLL         | 67.915.403      | ▲ 0,8 %                               | ▬ 3.      |
| 4.        | Tokyo Haneda International Airport               | Japan               | HND/RJTT         | 63.282.219      | ▲ 1,6 %                               | ▬ 4.      |
| 5.        | Los Angeles International Airport                | Vereinigte Staaten  | LAX/KLAX         | 61.489.398      | ▲ 1,3 %                               | ▬ 5.      |
| 6.        | Dallas-Fort Worth International Airport          | Vereinigte Staaten  | DFW/KDFW         | 59.176.265      | ▼ 0,4 %                               | ▬ 6.      |
| 7.        | Aéroport Paris-Charles de Gaulle                 | Frankreich          | CDG/LFPG         | 53.798.308      | ▲ 5,0 %                               | ▬ 7.      |
| 8.        | Flughafen Frankfurt Main                         | Deutschland         | FRA/EDDF         | 52.219.412      | ▲ 2,2 %                               | ▬ 8.      |
| 9.        | Amsterdam Schiphol                               | Niederlande         | AMS/EHAM         | 44.163.098      | ▲ 3,8 %                               | ▬ 9.      |
| 10.       | McCarran International Airport                   | Vereinigte Staaten  | LAS/KLAS         | 43.989.982      | ▲ 6,0 %                               | ▲ 11.     |
| 11.       | Denver International Airport                     | Vereinigte Staaten  | DEN/KDEN         | 43.387.513      | ▲ 2,6 %                               | ▼ 10.     |
| 12.       | Aeropuerto de Madrid Barajas                     | Spanien             | MAD/LEMD         | 41.940.059      | ▲ 8,4 %                               | ▲ 13.     |
| 13.       | John F. Kennedy International Airport            | Vereinigte Staaten  | JFK/KJFK         | 41.885.104      | ▲ 8,9 %                               | ▲ 15.     |
| 14.       | Phoenix Sky Harbor International Airport         | Vereinigte Staaten  | PHX/KPHX         | 41.213.754      | ▲ 4,3 %                               | ▼ 12.     |
| 15.       | Beijing Capital International Airport            | Volksrepublik China | PEK/ZBAA         | 41.004.008      | ▲ 17,5 %                              | ▲ 20.     |
| 16.       | Hong Kong International Airport                  | Hongkong (China)    | HKG/VHHH         | 40.269.847      | ▲ 9,7 %                               | ▲ 17.     |
| 17.       | Houston George Bush Intercontinental Airport     | Vereinigte Staaten  | IAH/KIAH         | 39.684.640      | ▲ 8,7 %                               | ▲ 18.     |
| 18.       | Don Mueang International Airport Bangkok b)      | Thailand            | DMK/VTBD         | 38.985.043      | ▲ 2,7 %                               | ▼ 14.     |
| 19.       | Minneapolis-Saint Paul International Airport     | Vereinigte Staaten  | MSP/KMSP         | 37.604.373      | ▲ 2,4 %                               | ▼ 16.     |
| 20.       | Detroit Metropolitan Wayne County Airport        | Vereinigte Staaten  | DTW/KDTW         | 36.389.294      | ▲ 3,2 %                               | ▼ 19.     |
| 21.       | Orlando International Airport                    | Vereinigte Staaten  | MCO/KMCO         | 34.128.048      | ▲ 8,4 %                               | ▲ 24.     |
| 22.       | Newark Liberty International Airport             | Vereinigte Staaten  | EWR/KEWR         | 33.999.990      | ▲ 3,3 %                               | ▬ 22.     |
| 23.       | San Francisco International Airport              | Vereinigte Staaten  | SFO/KSFO         | 33.394.225      | ▲ 2,3 %                               | ▼ 21.     |
| 24.       | London Gatwick Airport                           | Großbritannien      | LGW/EGKK         | 32.784.330      | ▲ 4,2 %                               | ▼ 23.     |
| 25.       | Singapore Changi Airport                         | Singapur            | SIN/WSSS         | 32.430.856      | ▲ 6,8 %                               | ▲ 26.     |
| 26.       | Philadelphia International Airport               | Vereinigte Staaten  | PHL/KPHL         | 31.495.385      | ▲ 10,5 %                              | ▲ 30.     |
| 27.       | Narita International Airport                     | Japan               | NRT/RJAA         | 31.451.274      | ▲ 1,3 %                               | ▼ 25.     |
| 28.       | Miami International Airport                      | Vereinigte Staaten  | MIA/KMIA         | 31.008.453      | ▲ 2,8 %                               | ▼ 27.     |
| 29.       | Toronto Pearson International Airport            | Kanada              | YYZ/CYYZ         | 29.914.750      | ▲ 4,5 %                               | ▬ 29.     |
| 30.       | Seattle-Tacoma International Airport             | Vereinigte Staaten  | SEA/KSEA         | 29.289.026      | ▲ 1,7 %                               | ▼ 28.     |

Fußnote

### Passagieraufkommen 2004
Im Jahre 2004 zeigte sich die Rangliste der größten Flughäfen nach Passagieraufkommen wie folgt:
| Rang 2004 | Flughafen                                        | Land                | Code (IATA/ICAO) | Passagiere 2004 | Passagiere (Veränderung zu 2003 in %) | Rang 2003 |
| --------- | ------------------------------------------------ | ------------------- | ---------------- | --------------- | ------------------------------------- | --------- |
| 1.        | Hartsfield-Jackson Atlanta International Airport | Vereinigte Staaten  | ATL/KATL         | 83.606.583      | ▲ 5,7 %                               | ▬ 1.      |
| 2.        | Chicago O’Hare International Airport             | Vereinigte Staaten  | ORD/KORD         | 75.533.822      | ▲ 8,7 %                               | ▬ 2.      |
| 3.        | London Heathrow Airport                          | Großbritannien      | LHR/EGLL         | 67.344.054      | ▲ 6,1 %                               | ▬ 3.      |
| 4.        | Tokyo Haneda International Airport               | Japan               | HND/RJTT         | 62.291.405      | ▼ 0,9 %                               | ▬ 4.      |
| 5.        | Los Angeles International Airport                | Vereinigte Staaten  | LAX/KLAX         | 60.688.609      | ▲ 10,4 %                              | ▬ 5.      |
| 6.        | Dallas-Fort Worth International Airport          | Vereinigte Staaten  | DFW/KDFW         | 59.412.217      | ▲ 11,6 %                              | ▬ 6.      |
| 7.        | Aéroport Paris-Charles de Gaulle                 | Frankreich          | CDG/LFPG         | 51.260.363      | ▲ 6,3 %                               | ▲ 8.      |
| 8.        | Flughafen Frankfurt Main                         | Deutschland         | FRA/EDDF         | 51.098.271      | ▲ 5,7 %                               | ▼ 7.      |
| 9.        | Amsterdam Schiphol                               | Niederlande         | AMS/EHAM         | 42.541.180      | ▲ 6,5 %                               | ▬ 9.      |
| 10.       | Denver International Airport                     | Vereinigte Staaten  | DEN/KDEN         | 42.393.766      | ▲ 13,0 %                              | ▬ 10.     |
| 11.       | McCarran International Airport                   | Vereinigte Staaten  | LAS/KLAS         | 41.411.531      | ▲ 19,7 %                              | ▲ 12.     |
| 12.       | Phoenix Sky Harbor International Airport         | Vereinigte Staaten  | PHX/KPHX         | 39.493.519      | ▲ 5,5 %                               | ▼ 11.     |
| 13.       | Aeropuerto de Madrid Barajas                     | Spanien             | MAD/LEMD         | 38.704.731      | ▲ 7,9 %                               | ▬ 13.     |
| 14.       | Don Mueang International Airport Bangkok         | Thailand            | DMK/VTBD         | 37.960.169      | ▲ 25,8 %                              | ▲ 18.     |
| 15.       | John F. Kennedy International Airport            | Vereinigte Staaten  | JFK/KJFK         | 37.518.143      | ▲ 18,2 %                              | ▲ 17.     |
| 16.       | Minneapolis-Saint Paul International Airport     | Vereinigte Staaten  | MSP/KMSP         | 36.713.173      | ▲ 10,6 %                              | ▼ 15.     |
| 17.       | Hong Kong International Airport                  | Hongkong (China)    | HKG/VHHH         | 36.711.920      | ▲ 35,5 %                              | ▲ 24.     |
| 18.       | Houston George Bush Intercontinental Airport     | Vereinigte Staaten  | IAH/KIAH         | 36.506.116      | ▲ 6,9 %                               | ▼ 14.     |
| 19.       | Detroit Metropolitan Wayne County Airport        | Vereinigte Staaten  | DTW/KDTW         | 35.187.517      | ▲ 7,7 %                               | ▼ 16.     |
| 20.       | Beijing Capital International Airport            | Volksrepublik China | PEK/ZBAA         | 34.883.190      | ▲ 43,2 %                              | ▲ Neu     |
| 21.       | San Francisco International Airport              | Vereinigte Staaten  | SFO/KSFO         | 32.247.746      | ▲ 10,0 %                              | ▲ 22.     |
| 22.       | Newark Liberty International Airport             | Vereinigte Staaten  | EWR/KEWR         | 31.947.266      | ▲ 8,4 %                               | ▼ 21.     |
| 23.       | London Gatwick Airport                           | Großbritannien      | LGW/EGKK         | 31.461.454      | ▲ 4,8 %                               | ▼ 19.     |
| 24.       | Orlando International Airport                    | Vereinigte Staaten  | MCO/KMCO         | 31.143.388      | ▲ 14,0 %                              | ▼ 23.     |
| 25.       | Narita International Airport                     | Japan               | NRT/RJAA         | 31.057.252      | ▲ 17,0 %                              | ▲ 26.     |
| 26.       | Singapore Changi Airport                         | Singapur            | SIN/WSSS         | 30.353.565      | ▲ 23,1 %                              | ▲ Neu     |
| 27.       | Miami International Airport                      | Vereinigte Staaten  | MIA/KMIA         | 30.165.197      | ▲ 1,9 %                               | ▼ 20.     |
| 28.       | Seattle-Tacoma International Airport             | Vereinigte Staaten  | SEA/KSEA         | 28.804.554      | ▲ 7,5 %                               | ▼ 25.     |
| 29.       | Toronto Pearson International Airport            | Kanada              | YYZ/CYYZ         | 28.615.709      | ▲ 4,6 %                               | ▬ 29.     |
| 30.       | Philadelphia International Airport               | Vereinigte Staaten  | PHL/KPHL         | 28.507.420      | ▲ 15,5 %                              | ▬ 30.     |

### Passagieraufkommen 2003
Im Jahre 2003 zeigte sich die Rangliste der größten Flughäfen nach Passagieraufkommen wie folgt:
| Rang 2003 | Flughafen                                        | Land               | Code (IATA/ICAO) | Passagiere 2003 | Passagiere (Veränderung zu 2002 in %) | Rang 2002 |
| --------- | ------------------------------------------------ | ------------------ | ---------------- | --------------- | ------------------------------------- | --------- |
| 1.        | Hartsfield-Jackson Atlanta International Airport | Vereinigte Staaten | ATL/KATL         | 79.086.792      | ▲ 2,9 %                               | ▬ 1.      |
| 2.        | Chicago O’Hare International Airport             | Vereinigte Staaten | ORD/KORD         | 69.508.672      | ▲ 4,4 %                               | ▬ 2.      |
| 3.        | London Heathrow Airport                          | Großbritannien     | LHR/EGLL         | 63.487.136      | ▲ 0,2 %                               | ▬ 3.      |
| 4.        | Tokyo Haneda International Airport               | Japan              | HND/RJTT         | 62.876.269      | ▲ 2,9 %                               | ▬ 4.      |
| 5.        | Los Angeles International Airport                | Vereinigte Staaten | LAX/KLAX         | 54.982.838      | ▼ 2,2 %                               | ▬ 5.      |
| 6.        | Dallas-Fort Worth International Airport          | Vereinigte Staaten | DFW/KDFW         | 53.253.607      | ▲ 0,8 %                               | ▬ 6.      |
| 7.        | Flughafen Frankfurt Main                         | Deutschland        | FRA/EDDF         | 48.351.664      | ▼ 0,2 %                               | ▬ 7.      |
| 8.        | Aéroport Paris-Charles de Gaulle                 | Frankreich         | CDG/LFPG         | 48.220.436      | ▼ 0,3 %                               | ▬ 8.      |
| 9.        | Amsterdam Schiphol                               | Niederlande        | AMS/EHAM         | 39.960.400      | ▼ 1,9 %                               | ▬ 9.      |
| 10.       | Denver International Airport                     | Vereinigte Staaten | DEN/KDEN         | 37.505.138      | ▲ 5,2 %                               | ▬ 10.     |
| 11.       | Phoenix Sky Harbor International Airport         | Vereinigte Staaten | PHX/KPHX         | 37.412.165      | ▲ 5,2 %                               | ▬ 11.     |
| 12.       | McCarran International Airport                   | Vereinigte Staaten | LAS/KLAS         | 36.285.932      | ▲ 3,6 %                               | ▬ 12.     |
| 13.       | Aeropuerto de Madrid Barajas                     | Spanien            | MAD/LEMD         | 35.854.293      | ▲ 5,7 %                               | ▬ 13.     |
| 14.       | Houston George Bush Intercontinental Airport     | Vereinigte Staaten | IAH/KIAH         | 34.154.574      | ▲ 0,7 %                               | ▬ 14.     |
| 15.       | Minneapolis-Saint Paul International Airport     | Vereinigte Staaten | MSP/KMSP         | 33.201.860      | ▲ 1,8 %                               | ▲ 16.     |
| 16.       | Detroit Metropolitan Wayne County Airport        | Vereinigte Staaten | DTW/KDTW         | 32.664.620      | ▲ 0,6 %                               | ▲ 17.     |
| 17.       | John F. Kennedy International Airport            | Vereinigte Staaten | JFK/KJFK         | 31.732.371      | ▲ 6,0 %                               | ▲ 21.     |
| 18.       | Don Mueang International Airport Bangkok         | Thailand           | DMK/VTBD         | 30.175.379      | ▼ 6,2 %                               | ▬ 18.     |
| 19.       | London Gatwick Airport                           | Großbritannien     | LGW/EGKK         | 30.007.021      | ▲ 1,3 %                               | ▲ 22.     |
| 20.       | Miami International Airport                      | Vereinigte Staaten | MIA/KMIA         | 29.595.618      | ▼ 1,5 %                               | ▬ 20.     |
| 21.       | Newark Liberty International Airport             | Vereinigte Staaten | EWR/KEWR         | 29.431.061      | ▲ 0,7 %                               | ▲ 23.     |
| 22.       | San Francisco International Airport              | Vereinigte Staaten | SFO/KSFO         | 29,313,271      | ▼ 6,8 %                               | ▼ 19.     |
| 23.       | Orlando International Airport                    | Vereinigte Staaten | MCO/KMCO         | 27.319.223      | ▲ 2,5 %                               | ▲ 28.     |
| 24.       | Hong Kong International Airport                  | Hongkong (China)   | HKG/VHHH         | 27.092.290      | ▼ 20,0 %                              | ▼ 15.     |
| 25.       | Seattle-Tacoma International Airport             | Vereinigte Staaten | SEA/KSEA         | 26.755.888      | ▲ 0,2 %                               | ▲ 27.     |
| 26.       | Narita International Airport                     | Japan              | NRT/RJAA         | 26.537.406      | ▼ 8,1 %                               | ▼ 25.     |
| 27.       | Aeroporto di Roma-Fiumicino Leonardo da Vinci    | Italien            | FCO/LIRF         | 26.284.478      | ▲ 3,7 %                               | ▲ Neu     |
| 28.       | Sydney Kingsford Smith International Airport     | Australien         | SYD/YSSY         | 25.333.508      | ▲ 4,0 %                               | ▲ Neu     |
| 29.       | Toronto Pearson International Airport            | Kanada             | YYZ/CYYZ         | 24.739.312      | ▼ 4,6 %                               | ▬ 29.     |
| 30.       | Philadelphia International Airport               | Vereinigte Staaten | PHL/KPHL         | 24.671.075      | ▲ 0,5 %                               | ▲ Neu     |

### Passagieraufkommen 2002
Im Jahre 2002 zeigte sich die Rangliste der größten Flughäfen nach Passagieraufkommen wie folgt:
| Rang 2002 | Flughafen                                        | Land                | Code (IATA/ICAO) | Passagiere 2002 | Passagiere (Veränderung zu 2001 in %) | Rang 2001 |
| --------- | ------------------------------------------------ | ------------------- | ---------------- | --------------- | ------------------------------------- | --------- |
| 1.        | Hartsfield-Jackson Atlanta International Airport | Vereinigte Staaten  | ATL/KATL         | 76.876.128      | ▲ 1,3 %                               | ▬ 1.      |
| 2.        | Chicago O’Hare International Airport             | Vereinigte Staaten  | ORD/KORD         | 66.565.952      | ▼ 1,3 %                               | ▬ 2.      |
| 3.        | London Heathrow Airport                          | Großbritannien      | LHR/EGLL         | 63.338.641      | ▲ 4,3 %                               | ▲ 4.      |
| 4.        | Tokyo Haneda International Airport               | Japan               | HND/RJTT         | 61.079.478      | ▲ 4,1 %                               | ▲ 5.      |
| 5.        | Los Angeles International Airport                | Vereinigte Staaten  | LAX/KLAX         | 56.223.843      | ▼ 8,7 %                               | ▼ 3.      |
| 6.        | Dallas-Fort Worth International Airport          | Vereinigte Staaten  | DFW/KDFW         | 52.828.573      | ▼ 4,2 %                               | ▬ 6.      |
| 7.        | Flughafen Frankfurt Main                         | Deutschland         | FRA/EDDF         | 48.450.357      | ▼ 0,2 %                               | ▬ 7.      |
| 8.        | Aéroport Paris-Charles de Gaulle                 | Frankreich          | CDG/LFPG         | 48.350.172      | ▲ 0,7 %                               | ▬ 8.      |
| 9.        | Amsterdam Schiphol                               | Niederlande         | AMS/EHAM         | 40.736.009      | ▲ 3,0 %                               | ▬ 9.      |
| 10.       | Denver International Airport                     | Vereinigte Staaten  | DEN/KDEN         | 35.651.098      | ▼ 1,2 %                               | ▬ 10.     |
| 11.       | Phoenix Sky Harbor International Airport         | Vereinigte Staaten  | PHX/KPHX         | 35.547.167      | ▲ 0,3 %                               | ▬ 11.     |
| 12.       | McCarran International Airport                   | Vereinigte Staaten  | LAS/KLAS         | 35.009.011      | ▼ 0,5 %                               | ▬ 12.     |
| 13.       | Aeropuerto de Madrid Barajas                     | Spanien             | MAD/LEMD         | 33.913.456      | ▼ 0,4 %                               | ▲ 16.     |
| 14.       | Houston George Bush Intercontinental Airport     | Vereinigte Staaten  | IAH/KIAH         | 33.905.253      | ▼ 2,6 %                               | ▼ 13.     |
| 15.       | Hong Kong International Airport                  | Hongkong (China)    | HKG/VHHH         | 33.882.463      | ▲ 4,1 %                               | ▲ 17.     |
| 16.       | Minneapolis-Saint Paul International Airport     | Vereinigte Staaten  | MSP/KMSP         | 32.628.331      | ▼ 3,3 %                               | ▼ 15.     |
| 17.       | Detroit Metropolitan Wayne County Airport        | Vereinigte Staaten  | DTW/KDTW         | 32.477.694      | ▲ 0,5 %                               | ▲ 18.     |
| 18.       | Don Mueang International Airport Bangkok         | Thailand            | DMK/VTBD         | 32.182.980      | ▲ 5,1 %                               | ▲ 21.     |
| 19.       | San Francisco International Airport              | Vereinigte Staaten  | SFO/KSFO         | 31.456.422      | ▼ 9,2 %                               | ▼ 14.     |
| 20.       | Miami International Airport                      | Vereinigte Staaten  | MIA/KMIA         | 30.060.241      | ▼ 5,1 %                               | ▼ 19.     |
| 21.       | John F. Kennedy International Airport            | Vereinigte Staaten  | JFK/KJFK         | 29.943.084      | ▲ 2,0 %                               | ▲ 23.     |
| 22.       | London Gatwick Airport                           | Großbritannien      | LGW/EGKK         | 29.628.423      | ▼ 5,0 %                               | ▼ 20.     |
| 23.       | Newark Liberty International Airport c)          | Vereinigte Staaten  | EWR/KEWR         | 29.202.654      | ▼ 6,1 %                               | ▼ 22.     |
| 24.       | Singapore Changi Airport                         | Singapur            | SIN/WSSS         | 28.979.344      | ▲ 3,2 %                               | ▲ 25.     |
| 25.       | Narita International Airport                     | Japan               | NRT/RJAA         | 28.883.606      | ▲ 13,8 %                              | ▲ 30.     |
| 26.       | Beijing Capital International Airport            | Volksrepublik China | PEK/ZBAA         | 27.159.665      | ▲ 12,3 %                              | ▲ Neu     |
| 27.       | Seattle-Tacoma International Airport             | Vereinigte Staaten  | SEA/KSEA         | 26.690.843      | ▼ 1,3 %                               | ▬ 27.     |
| 28.       | Orlando International Airport                    | Vereinigte Staaten  | MCO/KMCO         | 26.653.672      | ▼ 5,7 %                               | ▼ 24.     |
| 29.       | Toronto Pearson International Airport            | Kanada              | YYZ/CYYZ         | 26.653.672      | ▼ 5,7 %                               | ▼ 26.     |
| 30.       | Lambert-Saint Louis International Airport        | Vereinigte Staaten  | STL/KSTL         | 25.626.114      | ▼ 3,9 %                               | ▼ 28.     |

Fußnote

### Passagieraufkommen 2001
Im Jahre 2001 zeigte sich die Rangliste der größten Flughäfen nach Passagieraufkommen wie folgt:
| Rang 2001 | Flughafen                                        | Land               | Code (IATA/ICAO) | Passagiere 2001 | Passagiere (Veränderung zu 2000 in %) | Rang 2000 |
| --------- | ------------------------------------------------ | ------------------ | ---------------- | --------------- | ------------------------------------- | --------- |
| 1.        | Hartsfield-Jackson Atlanta International Airport | Vereinigte Staaten | ATL/KATL         | 75.858.500      | ▼ 5,4 %                               | ▬ 1.      |
| 2.        | Chicago O’Hare International Airport             | Vereinigte Staaten | ORD/KORD         | 67.448.064      | ▼ 6,5 %                               | ▬ 2.      |
| 3.        | Los Angeles International Airport                | Vereinigte Staaten | LAX/KLAX         | 61.606.204      | ▼ 8,5 %                               | ▬ 3.      |
| 4.        | London Heathrow Airport                          | Großbritannien     | LHR/EGLL         | 60.743.084      | ▼ 6,0 %                               | ▬ 4.      |
| 5.        | Tokyo Haneda International Airport               | Japan              | HND/RJTT         | 58.692.688      | ▲ 4,1 %                               | ▲ 6.      |
| 6.        | Dallas-Fort Worth International Airport          | Vereinigte Staaten | DFW/KDFW         | 55.150.693      | ▼ 9,2 %                               | ▼ 5.      |
| 7.        | Flughafen Frankfurt Main                         | Deutschland        | FRA/EDDF         | 48.559.980      | ▼ 1,6 %                               | ▬ 7.      |
| 8.        | Aéroport Paris-Charles de Gaulle                 | Frankreich         | CDG/LFPG         | 47.996.529      | ▼ 0,5 %                               | ▬ 8.      |
| 9.        | Amsterdam Schiphol                               | Niederlande        | AMS/EHAM         | 39.531.123      | ▼ 0,2 %                               | ▲ 10.     |
| 10.       | Denver International Airport                     | Vereinigte Staaten | DEN/KDEN         | 36.092.806      | ▼ 6,9 %                               | ▲ 11.     |
| 11.       | Phoenix Sky Harbor International Airport         | Vereinigte Staaten | PHX/KPHX         | 35.439.031      | ▼ 1,7 %                               | ▲ 15.     |
| 12.       | McCarran International Airport                   | Vereinigte Staaten | LAS/KLAS         | 35.180.960      | ▼ 4,6 %                               | ▬ 12.     |
| 13.       | Houston George Bush Intercontinental Airport     | Vereinigte Staaten | IAH/KIAH         | 34.803.580      | ▼ 1,3 %                               | ▲ 17.     |
| 14.       | San Francisco International Airport              | Vereinigte Staaten | SFO/KSFO         | 34.632.474      | ▼ 15,6 %                              | ▼ 9.      |
| 15.       | Minneapolis-Saint Paul International Airport     | Vereinigte Staaten | MSP/KMSP         | 34.308.389      | ▼ 6,7 %                               | ▼ 13.     |
| 16.       | Aeropuerto de Madrid Barajas                     | Spanien            | MAD/LEMD         | 34.047.931      | ▲ 3,5 %                               | ▲ 20.     |
| 17.       | Hong Kong International Airport                  | Hongkong (China)   | HKG/VHHH         | 32.546.029      | ▼ 0,6 %                               | ▲ 22.     |
| 18.       | Detroit Metropolitan Wayne County Airport        | Vereinigte Staaten | DTW/KDTW         | 32.294.121      | ▼ 9,1 %                               | ▼ 16.     |
| 19.       | Miami International Airport                      | Vereinigte Staaten | MIA/KMIA         | 31.668.450      | ▼ 5,8 %                               | ▬ 19.     |
| 20.       | London Gatwick Airport                           | Großbritannien     | LGW/EGKK         | 31.182.364      | ▼ 2,8 %                               | ▲ 23.     |
| 21.       | Don Mueang International Airport Bangkok         | Thailand           | DMK/VTBD         | 30.623.366      | ▲ 3,4 %                               | ▲ 26.     |
| 22.       | Newark International Airport                     | Vereinigte Staaten | EWR/KEWR         | 30.558.000      | ▼ 10,6 %                              | ▼ 18.     |
| 23.       | John F. Kennedy International Airport            | Vereinigte Staaten | JFK/KJFK         | 29.349.000      | ▼ 10,7 %                              | ▼ 21.     |
| 24.       | Orlando International Airport                    | Vereinigte Staaten | MCO/KMCO         | 28.253.248      | ▼ 8,3 %                               | ▬ 24.     |
| 25.       | Singapore Changi Airport                         | Singapur           | SIN/WSSS         | 28.093.759      | ▼ 1,8 %                               | ▲ 28.     |
| 26.       | Toronto Pearson International Airport            | Kanada             | YYZ/CYYZ         | 28.042.692      | ▼ 3,1 %                               | ▲ 27.     |
| 27.       | Seattle-Tacoma International Airport             | Vereinigte Staaten | SEA/KSEA         | 27.036.073      | ▼ 4,8 %                               | ▲ 29.     |
| 28.       | Lambert-Saint Louis International Airport        | Vereinigte Staaten | STL/KSTL         | 26.695.019      | ▼ 12,7 %                              | ▼ 25.     |
| 29.       | Aeroporto di Roma-Fiumicino Leonardo da Vinci    | Italien            | FCO/LIRF         | 25.565.727      | ▼ 2,7 %                               | ▲ Neu     |
| 30.       | Narita International Airport                     | Japan              | NRT/RJAA         | 25.379.370      | ▼ 7,3 %                               | ▲ Neu     |

### Passagieraufkommen 2000
Im Jahre 2000 zeigte sich die Rangliste der größten Flughäfen nach Passagieraufkommen wie folgt:
| Rang 2000 | Flughafen                                        | Land               | Code (IATA/ICAO) | Passagiere 2000 | Passagiere (Veränderung zu 1999 in %) |
| --------- | ------------------------------------------------ | ------------------ | ---------------- | --------------- | ------------------------------------- |
| 1.        | Hartsfield-Jackson Atlanta International Airport | Vereinigte Staaten | ATL/KATL         | 80.162.407      | ▲ 0,6 %                               |
| 2.        | Chicago O’Hare International Airport             | Vereinigte Staaten | ORD/KORD         | 72.144.244      | ▲ 2,7 %                               |
| 3.        | Los Angeles International Airport                | Vereinigte Staaten | LAX/KLAX         | 66.424.767      | ▲ 4,8 %                               |
| 4.        | London Heathrow Airport                          | Großbritannien     | LHR/EGLL         | 64.606.826      | ▲ 3,8 %                               |
| 5.        | Dallas-Fort Worth International Airport          | Vereinigte Staaten | DFW/KDFW         | 60.687.122      | ▲ 1,1 %                               |
| 6.        | Tokyo Haneda International Airport               | Japan              | HND/RJTT         | 56.402.206      | ▲ 3,8 %                               |
| 7.        | Flughafen Frankfurt Main                         | Deutschland        | FRA/EDDF         | 49.360.630      | ▲ 7,6 %                               |
| 8.        | Aéroport Paris-Charles de Gaulle                 | Frankreich         | CDG/LFPG         | 48.246.137      | ▲ 10,6 %                              |
| 9.        | San Francisco International Airport              | Vereinigte Staaten | SFO/KSFO         | 41.040.995      | ▲ 1,8 %                               |
| 10.       | Amsterdam Schiphol                               | Niederlande        | AMS/EHAM         | 39.606.925      | ▲ 7,7 %                               |
| 11.       | Denver International Airport                     | Vereinigte Staaten | DEN/KDEN         | 38.751.687      | ▲ 1,9 %                               |
| 12.       | McCarran International Airport                   | Vereinigte Staaten | LAS/KLAS         | 36.865.866      | ▲ 9,0 %                               |
| 13.       | Minneapolis-Saint Paul International Airport     | Vereinigte Staaten | MSP/KMSP         | 36.751.632      | ▲ 5,8 %                               |
| 14.       | Seoul Gimpo International Airport d)             | Südkorea           | GMP/RKSS         | 36.727.124      | ▲ 10,1 %                              |
| 15.       | Phoenix Sky Harbor International Airport         | Vereinigte Staaten | PHX/KPHX         | 36.040.469      | ▲ 7,4 %                               |
| 16.       | Detroit Metropolitan Wayne County Airport        | Vereinigte Staaten | DTW/KDTW         | 35.535.080      | ▲ 4,6 %                               |
| 17.       | Houston George Bush Intercontinental Airport     | Vereinigte Staaten | IAH/KIAH         | 35.251.372      | ▲ 6,7 %                               |
| 18.       | Newark International Airport                     | Vereinigte Staaten | EWR/KEWR         | 34.188.468      | ▲ 1,7 %                               |
| 19.       | Miami International Airport                      | Vereinigte Staaten | MIA/KMIA         | 33.621.273      | ▲ 0,8 %                               |
| 20.       | Aeropuerto de Madrid Barajas                     | Spanien            | MAD/LEMD         | 32.893.190      | ▲ 17,5 %                              |
| 21.       | John F. Kennedy International Airport            | Vereinigte Staaten | JFK/KJFK         | 32.856.220      | ▲ 3,7 %                               |
| 22.       | Hong Kong International Airport                  | Hongkong (China)   | HKG/VHHH         | 32.752.359      | ▲ 10,2 %                              |
| 23.       | London Gatwick Airport                           | Großbritannien     | LGW/EGKK         | 32.065.685      | ▲ 4,9 %                               |
| 24.       | Orlando International Airport                    | Vereinigte Staaten | MCO/KMCO         | 30.823.509      | ▲ 5,6 %                               |
| 25.       | Lambert-Saint Louis International Airport        | Vereinigte Staaten | STL/KSTL         | 30.561.387      | ▲ 1,2 %                               |
| 26.       | Don Mueang International Airport Bangkok         | Thailand           | DMK/VTBD         | 29.616.432      | ▲ 8,5 %                               |
| 27.       | Toronto Pearson International Airport            | Kanada             | YYZ/CYYZ         | 28.930.036      | ▲ 4,1 %                               |
| 28.       | Singapore Changi Airport                         | Singapur           | SIN/WSSS         | 28.618.200      | ▲ 9,8 %                               |
| 29.       | Seattle-Tacoma International Airport             | Vereinigte Staaten | SEA/KSEA         | 28.408.553      | ▲ 2,5 %                               |
| 30.       | Boston Logan International Airport               | Vereinigte Staaten | BOS/KBOS         | 27.412.926      | ▲ 1,3 %                               |

Fußnote

### Passagieraufkommen 1966
Im Jahre 1966 zeigte sich die Rangliste der größten Flughäfen nach Passagieraufkommen wie folgt:
| Rang 1966 | Flughafen                             | Land               | Code (IATA/ICAO) | Passagiere 1966 |
| --------- | ------------------------------------- | ------------------ | ---------------- | --------------- |
| 1.        | Chicago O’Hare International Airport  | Vereinigte Staaten | ORD/KORD         | 23.590.000      |
| 2.        | John F. Kennedy International Airport | Vereinigte Staaten | JFK/KJFK         | 17.086.000      |
| 3.        | Los Angeles International Airport     | Vereinigte Staaten | LAX/KLAX         | 15.251.000      |
| 4.        | London Heathrow Airport               | Großbritannien     | LHR/EGLL         | 11.963.000      |
| 5.        | San Francisco International Airport   | Vereinigte Staaten | SFO/KSFO         | 10.145.000      |
| 6.        | Atlanta Municipal Airport             | Vereinigte Staaten | ATL/KATL         | 9.441.000       |
| 7.        | Washington National Airport           | Vereinigte Staaten | DCA/KDCA         | 7.920.000       |
| 8.        | Miami International Airport           | Vereinigte Staaten | MIA/KMIA         | 7.108.000       |
| 9.        | Dallas Love Field                     | Vereinigte Staaten | DAL/KDAL         | 7.076.000       |
| 10.       | LaGuardia Airport                     | Vereinigte Staaten | LGA/KLGA         | 6.274.000       |
| 11.       | Logan International Airport           | Vereinigte Staaten | BOS/KBOS         | 6.131.000       |
| 12.       | Newark Liberty International Airport  | Vereinigte Staaten | EWR/KEWR         | 5.144.000       |